# Війна у В'єтнамі
В'єтна́мська війна́ (в'єт. Chiến tranh Việt Nam, англ. Vietnam War) (1959—1975) — війна між комуністичним Північним В'єтнамом (який підтримували СРСР та КНР) і Південним В'єтнамом (який підтримувався США, Австралією, Новою Зеландією, Південною Кореєю та ін.). Цю війну також називають Другою індокитайською війною, маючи на увазі Першу індокитайську війну (1946—1954) за участі Франції.

## Передумови

Французька експансія в Індокитаї

### Історичні причини конфлікту (1858—1940)
Із 1858 Французька імперія розпочала поступове завоювання Південно-Східної Азії. До 1888, попри запеклий збройний опір місцевих правителів, території сучасних Камбоджі й В'єтнаму були приєднані до колоніальної імперії Франції як єдина колонія — Французький Індокитай. Пізніше[коли?] до її складу включили Лаос.
Після закінчення Першої світової війни в країні почалося зростання національної самосвідомості, почали розвиватися підпільні рухи, що виступали за незалежність В'єтнаму, відбулося кілька збройних повстань.

### Друга світова війна (1939—1945)
Під час Другої світової війни у травні-червні 1940 французька армія зазнала нищівної поразки від німецького Вермахту, Франція була розгромлена. Для французької колонії це означало, що вона перебуває під контролем маріонеткового уряду Віші, союзного країнам антикомінтернівської коаліції. Своєю чергою, це призвело до фактичної здачі колонії японським військам, які окупували її у вересні 1940.
Французька адміністрація домовилася з Японією про те, що японці отримають доступ до стратегічних ресурсів В'єтнаму при збереженні колоніального адміністративного апарату Франції. Де-юре режим Віші продовжував правити колонією, де-факто уся влада в Індокитаї належала японським окупаційним військам.
Окупувавши Індокитай, Японія спочатку обережно, прагнучи уникати конфліктів із французькою адміністрацією, а з 1942 року — відверто й агресивно — розгорнула пропаганду паназійських ідей серед місцевого населення, залучаючи на свій бік різні націоналістичні групи й організації, які розраховували за допомогою Японії домогтися успіхів в антиколоніальній боротьбі за незалежність В'єтнаму. На цій соціальній базі за допомогою японців були створені Націонал-соціалістська партія Великого В'єта, Партія народного правління Великого В'єта тощо. У 1942—1943 роках при активній підтримці Японії активізували свою діяльність політико-релігійні рухи «Као Дай» і «Хоа Хао». Окупаційне командування проводило лінію на об'єднання всіх прояпонськи налаштованих угруповань і окремих правлячих діячів В'єтнаму (Чан Чонг Кім, Нго Дінь З'єм і ін.) з метою здійснення антифранцузького перевороту й створення свого маріонеткового уряду.
Водночас на території Китаю була створена Ліга боротьби за незалежність В'єтнаму (В'єтмінь) — військово-політична організація, що об'єднала спочатку усіх противників французької колоніальної адміністрації. Надалі основну роль у ній грали прихильники комуністичних поглядів, очолювані Хо Ші Міном, який здійснював політичне керівництво, а воєнним лідером та головнокомандувачем партизанських сил націоналістів став Во Нгуєн Зіап.
З висадкою союзних військ у Франції та відступом німецьких військ з території метрополії правляча вішістська верхівка почала вести таємні переговори із представниками Французького спротиву про умови післявоєнного миру. Побоюючись такого розвитку подій, 9 березня 1945 японська армія силою зброї встановила повний контроль над французькими володіннями (це було також пов'язане з різким погіршенням для Японії стратегічної обстановки на Тихоокеанському театрі воєнних дій після поразки в битві у Філіппінському морі), проголосивши про створення маріонеткового уряду — В'єтнамської імперії під правлінням імператора Бао Дай.
Жорстока експлуатація японцями місцевого населення, поганий врожай протягом 1944—1945 у північній частині В'єтнаму, який погіршувався поганими погодними умовами призвели до великого голоду. При загальній чисельності населення 10 мільйонів близько 1 мільйона осіб померло від голоду. Використовуючи ситуацію, що склалася, і неспроможність французької влади вирішити проблеми із продовольством В'єтмінь у березні 1945 закликав місцеве населення до збройного повстання й захоплення колоніальних складських приміщень із рисом. Від 75 до 100 складів були розгромлені в'єтнамцями. Цей бунт проти голоду й правлячих сил, частково винних у його наслідках, надалі послужили зростанню популярності В'єтміня серед простих людей, багато в'єтнамців приєдналося до цього руху.
У серпні 1945 Японія капітулювала. В'єтмінь скористався тимчасовим безвладдям, щоб за допомогою вже сформованих озброєних загонів на чолі з Во Нгуєн Зіапом захопити Ханой й інші ключові міста країни. Поступово В'єтміню вдалося встановити повний контроль над більшою частиною району тропічних джунглів у Північному В'єтнамі.

2 вересня 1945 року в Ханої у присутності півмільйонної юрби політичний лідер В'єтміня Хо Ші Мін проголосив створення незалежної Демократичної Республіки В'єтнам (ДРВ). Свою промову він розпочав перефразовуючи Декларацію Незалежності Сполучених Штатів: 
Усі люди народжені вільними. Кожного з нас Творець наділив непорушними правами: правом на життя, правом свободи та правом на щастя.
Після проголошення незалежності Франція, за суттєвої підтримки з боку Великої Британії, негайно розпочала відновлювати свою колоніальну присутність в цьому регіоні. Результатом стало виникнення конфлікту, найзатяжнішого з усіх, що виникли після Другої світової війни.

### Перша індокитайська війна(1945—1954)
Однак, головні переможці у Другій світовій війні (Велика Британія, США та СРСР) мали попередню домовленість про те, що усі колоніальні володіння Франції залишаються за нею. У зв'язку з тим, що після завершення війни французи не мали ані кораблів, ані зброї та солдатів для перекидання їх до В'єтнаму, було вирішено, що південну частину країни тимчасово окупуватимуть британські війська, у той час як північну частину займуть війська китайського Гоміньдану. Після висадки своїх військ британці озброїли не лише французьких військових, які були інтерновані на території В'єтнаму, а й японські частини, котрі перебували після завершення бойових дій у країні.

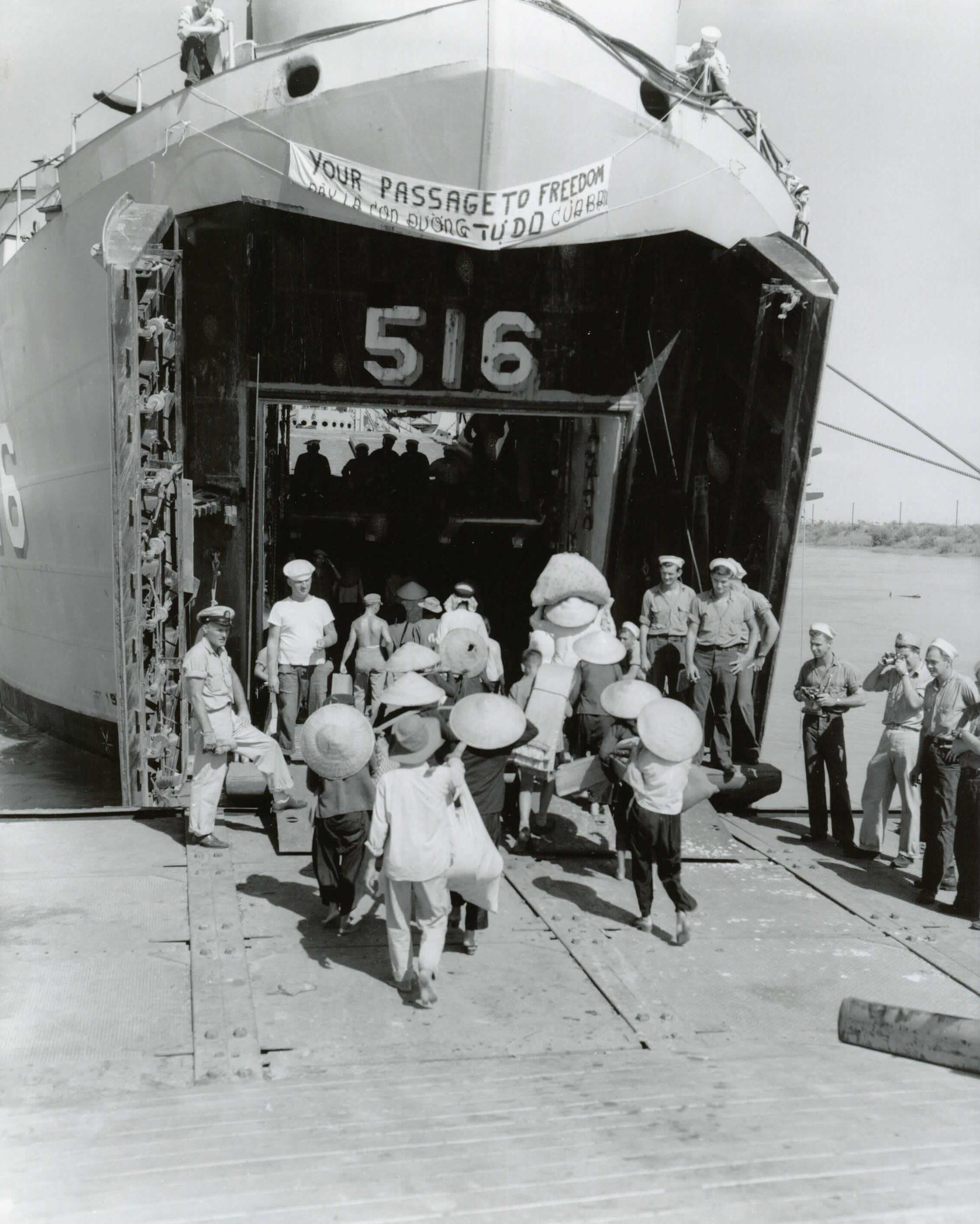
Евакуація в'єтнамців з Демократичної Республіки В'єтнам. Жовтень 1954

Спочатку Хо Ші Мін намагався мирним шляхом досягти домовленостей із французькою владою стосовно майбутнього її колонії. Під час виборів у січні 1946 В'єтмінь одержав рішучу перемогу у центральних та північних регіонах країни. Потім йшли довгі переговори, які обидві сторони (і В'єтмінь, і Франція) використовували головним чином для нарощування своїх військових сил.
6 березня 1946 Франція визнала незалежність Республіки В'єтнам як вільної країни в складі Індокитайської Федерації та Французького Союзу.
Але вже через кілька днів французи захопили Ханой і до листопада того ж року вигнали представників В'єтміня з усіх державних структур. Попри досягнуті домовленості про механізм надання ДРВ незалежності, у грудні 1946 року Франція розпочала колоніальну війну у В'єтнамі. У свою чергу, В'єтмінь оголосив про початок широкомасштабної партизанської війни проти французьких колонізаторів та їх прибічників — розпочалася Перша індокитайська війна.
У січні — лютому 1947 після декількох тижнів блокади французькі частини звільнили оточений гарнізон та відтіснили партизан В'єтміня від стародавньої столиці країни міста Хюе. Але після перших успіхів бойові дії зайшли у безвихідь.
Керівництво руху опору через слабість своїх сил у цей період (озброєнні загони самооборони, партизани та підрозділи В'єтнамської народної армії — ВНА — налічували близько 10 000 осіб проти 90-тисячного французького експедиційного корпусу) взяло курс на ведення затяжної партизанської війни. Це дозволило окупаційним військам до осені 1947 захопити усі великі міста Демократичної Республіки В'єтнам.
Поступово війна розповсюдилася на решту колоніальних володінь Франції в Індокитаї: Лаос та Камбоджу, де комуністи при підтримці радянських та китайських фахівців допомогли організувати за зразком В'єтміня Патет Лао та Кхмер Серай відповідно.
Після 1949 року, коли китайські комуністи захопили владу під час Громадянської війни в Китаї, В'єтмінь отримав суттєву підтримку з їх боку, особливо постачанням зброї та боєприпасів, з якими він мав великі труднощі.
У січні 1950, комуністичні країни офіційно визнали Демократичну Республіку В'єтнам під владою В'єтміня.
У свою чергу, протилежна сторона визнала антикомуністичну владу Південного В'єтнаму зі столицею в Сайгоні на чолі за колишнім імператором Бао Дай наступного місяця. Початок Корейської війни в червні 1950 упевнив багатьох політиків Заходу, що війна в Індокитаї — це один з напрямків комуністичної експансії у Східній та Південно-Східній Азії, керованої Кремлем.
Війська В'єтміня проходили посилену військову підготовку в Південному Китаї. З 1950 року, отримавши значну військову підтримку від Китайської Народної Республіки, сили В'єтміня почали проводити контрнаступи. З липня 1950 китайські військові радники почали таємно прибувати у В'єтнам для надання допомоги у розгортанні широкомасштабної партизанської війни у колишній колонії та поступовому перетворенні неорганізованих місцевих загонів у регулярні збройні сили.
Добре навчені та озброєні партизанські загони В'єтміня, діючи або з території Китаю, або з непрохідних тропічних джунглів, які вкривають плоскогір'я на півночі В'єтнаму, розпочали великий наступ проти французьких оборонних постів у Північному Тонкині, які прикривали кордони з Китаєм. З іншого боку, американська допомога Франції збільшувалася зі зростанням інтенсивності партизанської війни.
9 жовтня 1950 року навколо Лангшона під Каобангом французькі військові зазнали першої серйозної поразки від нерегулярних загонів повстанців. Одночасно на фоні посилення активності комуністичних сил Патет Лао в Лаосі, примусили Францію 21 жовтня залишити свої позиції на більшій частині Північного В'єтнаму та відвести війська за межі укріпленого району на півночі країни, заснованого по периметру дельти річки Ка.
У вересні США розгорнули Групу військових радників та помічників (англ. Military Assistance and Advisory Group (MAAG)), за допомогою якої намагалися створити збройні сили Південного В'єтнаму, які були б здатні протистояти комуністичній експансії. До 1954 Сполучені Штати надали допомогу Франції на загальну суму 1 млрд. доларів; за рахунок цього було покрито майже 80 % військових видатків Франції у веденні війни. Крім іншого, американці забезпечили поставку французьким колоніальним військам 300 000 одиниць стрілецької зброї.
У цей час проводилися навіть переговори між французьким та американським командуванням про можливість застосування у боротьбі з в'єтнамськими партизанами тактичних ядерних боєприпасів. Одним з планів, під назвою операція «Гриф» (англ. Operation Vulture), передбачалося застосування 60 американських бомбардувальників В-29 при підтримці 150 винищувачів 7-го флоту США з метою масованого бомбардування виявлених позицій базування загонів Во Нгуєн Зіап, командувача В'єтміня. Планом передбачалося викидання літаками 3-х ядерних тактичних бомб на їх позиції. Голова Об'єднаного комітету начальників штабів США адмірал Артур Редфорд усіляко підтримував цей план. Військові кораблі американців увійшли у Тонкінську затоку й палубна авіація розпочала розвідувальні польоти за часів переговорів.
Віцепрезидент Річард Ніксон, один з політичних «яструбів» Сполучених Штатів, наполягав на тому, що країна повинна ввести своїх військових у В'єтнам. Президент США Дуайт Ейзенхауер запропонував залучити до військової операції британські збройні сили, але союзники відмовилися. Врешті-решт, уважно зваживши ризики та ймовірні наслідки можливої участі американців у війні, він виступив проти інтервенції у Південно-Східній Азії.
Після перемоги комуністів у Китаї адміністрація США розглядала події у В'єтнамі як частину комуністичної експансії в регіоні і стала надавати військову допомогу Франції у війні, що продовжувалася.
Разом з цим, міністр оборони США Роберт Макнамара пізніше писав, що американські «радники» практично ігнорували в'єтнамську культуру, вони майже нічого не знали ні про мову, ні про багатовікову історію в'єтнамського народу. Нав'язуючи свої погляди на розвиток країни, вони розраховували перемогти комуністичний рух своїми методами, хоча навіть Нго Дінь Дьєм всіляко попереджував їх, що сліпе копіювання західних стандартів у реаліях його країни не допоможе у вирішенні в'єтнамських проблем.

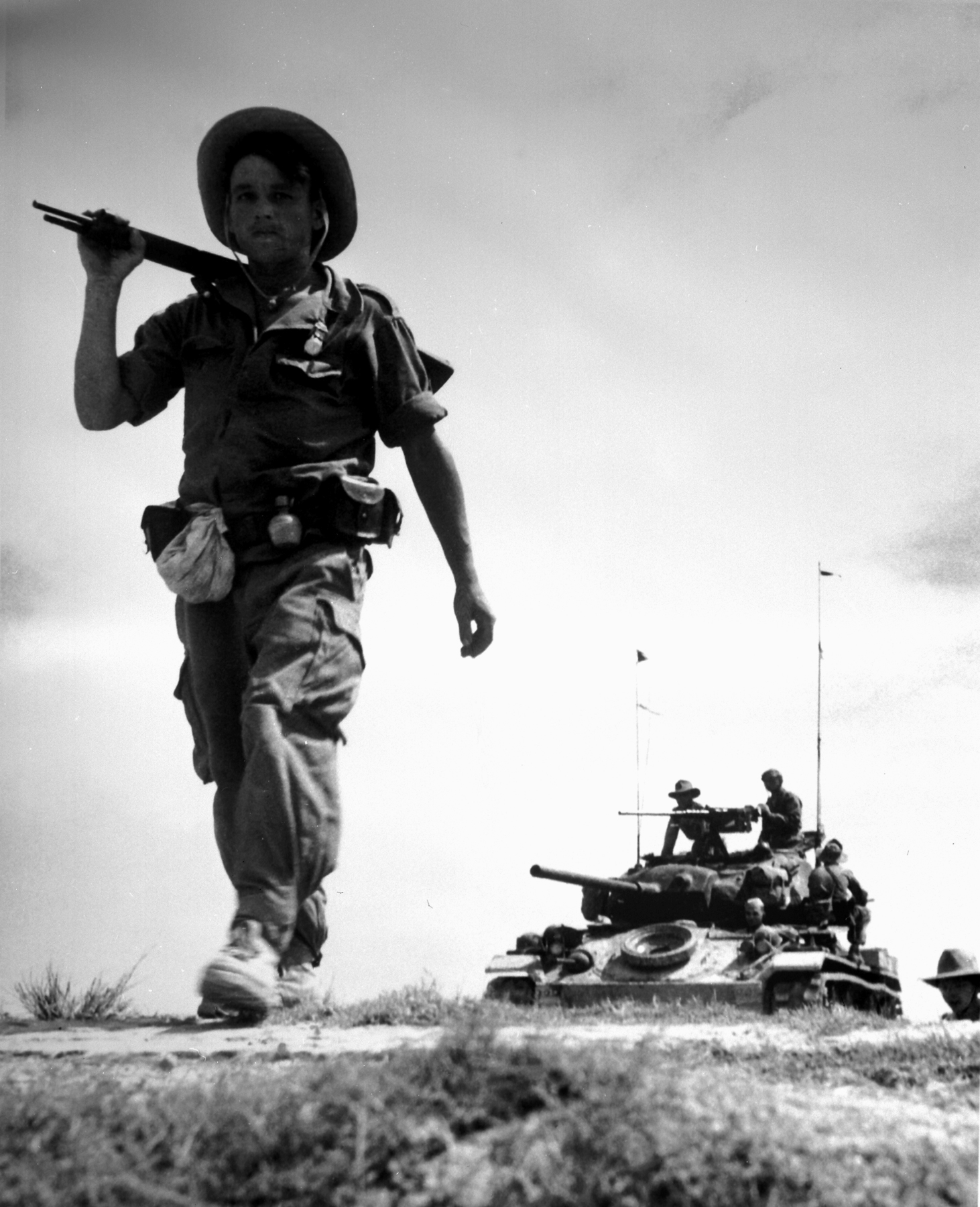
Французький легіонер. Район Червоної річки. Індокитай. 1954

До 1954 року ситуація для французьких сил стала практично безнадійною; війна була украй непопулярна у Франції, і останнім ударом для колоніальних амбіцій країни в Індокитаї стала важка поразка в битві при Дьєнб'єнфу.
Французький експедиційний корпус втратив під час війни у В'єтнамі більш як 140 000 осіб. Військові видатки з урахуванням американської допомоги становили за цей період більш 3 270 млрд. франків.
У липні 1954 року були укладені Женевські угоди, що завершили восьмирічну війну. А 29 грудня 1954 В'єтнам, Лаос та Камбоджа підписали угоду з Францією, яка надавала їм економічну свободу та повне звільнення від іноземного контролю.

## Поділ В'єтнаму й початок війни (1954—1959)
Згідно з Женевськими угодами, договори між СРСР та Францією, територія В'єтнаму була тимчасово розділена на дві частини по 17-й паралелі (де була створена демілітаризована зона). Північний В'єтнам перейшов під контроль В'єтміня, і, відповідно, став територією ДРВ.

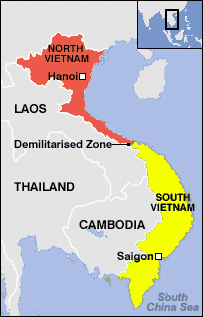
Поділ В'єтнаму за умовами Женевської конференції 1954

Південний В'єтнам залишався під владою призначеної французами місцевої адміністрації, причому Франція ще до угод встигла формально надати В'єтнаму незалежність. Тут при владі перебував про-французьки налаштований імператор Бао Дай. Згідно з міжнародною домовленістю місцевим жителям надавалося право залишити північну або південну частину країни й за власним бажанням безперешкодно перетнути демілітаризовану зону.

Женевські домовленості, які були укладені між Францією та В'єтмінем у 1954, визначили термін проведення загальних національних виборів під наглядом міжнародних спостерігачів 20 липня 1956 року. Як й у випадку з Кореєю, договором було зумовлено поділ країни на дві частини зі створенням між ними так званої демілітаризованої зони (англ. Demilitarized Zone або DMZ). У червні 1955 року прем'єр-міністр Південного В'єтнаму Нго Дінь Дьєм проголосив, що проведення виборів скасовується, мотивуючи тим, що у випадку їх проведення вони обов'язково втратять свою владу, тому що комуністи безумовно переможуть. Президент США Дуайт Ейзенхауер повністю підтримував думку свого південнов'єтнамського колеги, висловившись, що 
«80% населення радше будуть голосувати за комуністичний В'єтмінь, ніж за імператора Бао Дай».

Женевська конференція. 1954

Прихильники популярної тоді «теорії доміно» з адміністрації Президента США Ейзенхауера наполягали на тому, що політичні перспективи можуть скластися таким чином, що якщо одна з країн впаде під натиском комуністичних сил, слідом за нею піде решта її сусідів. Майбутній президент Джон Кеннеді, на той час сенатор Конгресу США, виступаючи, стверджував: 
«Бірма, Таїланд, Індія, Японія, Філіппіни, й найімовірніше Лаос та Камбоджа будуть лежати на шляху червоної хвилі комунізму, яка загрожує затопити їх після перемоги у В'єтнамі.»
На півночі В'єтмінь заснував нову соціалістичну країну — Демократичну Республіку В'єтнам — та розгорнув кампанію земельних реформ, під час якої близько 8 000 в'єтнамців проголосили класовими ворогами та стратили. У південній частині країни США після Женевських угод узяли курс на заміну Франції як противаги комуністичним силам у В'єтнамі. Американська адміністрація зробила ставку на Нго Дінь Дьєма, прем'єр-міністра Південного В'єтнаму. У жовтні 1955 року З'єм отримав перемогу на національному референдумі, після чого проголосив створення суверенної Республіки В'єтнам. Таким чином, вибори було зірвано, а перспектива возз'єднання В'єтнаму — відсунута на невизначений термін.

### Правління Нго Дінь Дьєма
У 1954 році колишній імператор Бао Дай проголосив прем'єра Республіки В'єтнам Нго Дінь Дьєма своїм спадкоємцем. Ревний католик, Дьєм був палким антикомуністом та вважався особою, яка не заплямувала себе ганебними зв'язками з колоніальним французьким режимом. Він був одним із небагатьох знаменитих в'єтнамських лідерів, хто міг похизуватися цим. Проте історик Луу Доан Х'янг зазначив, що Дьєм уособлював дуже вузьке автократичне екстремістське коло націоналістично налаштованих та пов'язаних кумівством представників в'єтнамської еліти.
На початку літа 1955 він організував кампанію огульних звинувачень комуністів, під час якої комуністів та інших антиурядових діячів заарештували, кинули у в'язницу, піддали тортурам, багатьох із них закатували. У серпні 1956 Дьєм розпорядився застосовувати страти своїх опонентів за політичні погляди. Усі опозиційні рухи, які протистояли режиму Нго Дінь Дьєма, отримали назву В'єтконг (від «Vietnamese communist»). За оцінками експертів, у 1955—1957 роках жертвами політичних репресій у Південному В'єтнамі було страчено 12 000 осіб та близько 40 000 політичних опонентів було ув'язнено.
У цей час масові переходи місцевого населення через демаркаційну лінію проходили постійно в обох напрямках. Близько 52 000 в'єтнамців емігрувало з півдня на північ до Демократичної Республіки В'єтнам і близько 800 000 мешканців, здебільшого католиків, використовуючи французькі та американські літаки та судна, втекли з півночі до Республіки В'єтнам. Пізніше Дьєм став використовувати цей людський потенціал, надаючи перевагу представникам з північної та центральної частин країни при призначенні їх на ключові посади у своїй адміністрації.

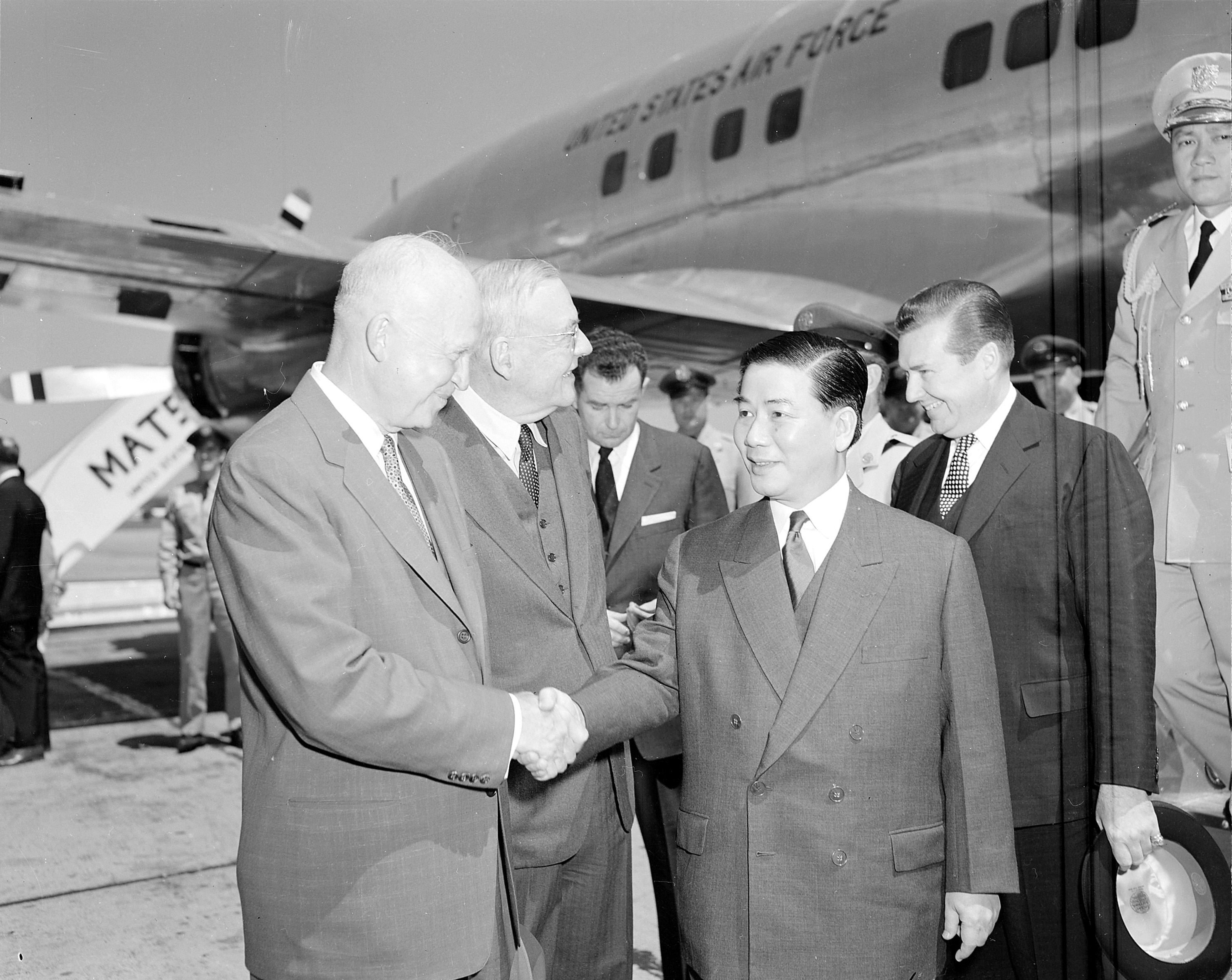
Зустріч Президента США Двайта Ейзенхауера з Нго Дінь Дьємом у вашингтонському аеропорту. Травень 1957

На референдумі про майбутнє монархії, Дьєм за допомогою свого рідного брата — голови таємної поліції Нго Дінь Нгу — сфальсифікував результати опитувань, отримавши 98,2 % голосів, за 133 % голосів у Сайгоні. Коли американці дружньо порадили йому бути трошки скромнішим, тримаючи голоси виборців, що підтримують владу, у межах 60-70 відсотків, Дьєм відкинув їхні пропозиції та продовжував наполягати на оголошенні тих результатів, які, на його думку, відображали підтримку його авторитету. 26 жовтня 1955 він оголосив про створення нової держави — Республіки В'єтнам, на чолі з собою. Неабияке значення мало те, що його кандидатуру підтримувала адміністрація Ейзенхауера, яка бажала мати стійкого борця з комуністами у цьому регіоні.
Будучи католиком, Дьєм постійно пригнічував в'єтнамців, які здебільшого були буддистами та, на його думку, свого часу підтримували французьку колоніальну владу.
У травні 1957 Дьєм здійснив офіційний десятиденний візит до Сполучених Штатів, де на його честь провели військовий парад у Нью-Йорку. Президент США Дуайт Ейзенхауер пообіцяв продовжувати надавати усі види допомоги, але попри великі почесті та вихваляння, у приватній бесіді державний секретар Джон Фостер Даллес стверджував, що Дьєму просто немає альтернативи.

### Партизанський рух на Півдні, 1956—1960
Розкол у радянсько-китайських взаємовідносинах у другій половині 50-х призвів до загострення політичної боротьби у лавах в'єтнамських комуністів та врешті-решт до зменшення впливу північнов'єтнамського сусіда, якій протягом 1954 року втілюючи в життя політичний тиск на уряд Хо Ші Міна, намагався змусити того визнати міжнародну ухвалу щодо розділу країни та відмовитися від боротьби за об'єднання В'єтнаму.
Ні у якому разі не утягуватися у бойові дії, це призведе нас до поразки. Не забирайте землю у селянина. Підкреслюйте націоналістичні ідеї більш ніж комуністичні. Не протиставляйте себе масам, якщо Ви можете цього уникнути.
Будьте вкрай обережні у своїх діях. Якщо вбивство противника неминуче, використовуйте ніж, проте ніколи не гвинтівку або гранату. Простіше за все вбити кулею чи бомбою невинну людину, яка стала свідком акції, але загибель невинних відверне від нашого руху простих людей. Якщо вбивство все ж таки трапилося, впевніться, що селяни розуміють чому це трапилося.
У квітні 1956 останній французький солдат залишив В'єтнам.
З грудня 1956 Ханой уповноважив своїх представників на Півдні на початок партизанської війни малої інтенсивності, у відповідь на проголошення Дьємом кампанії боротьби з комуністами, під час якої тисячі місцевих лідерів та прихильників В'єтміня були закатовані або вислані до концентраційних таборів. Північнов'єтнамська комуністична партія до цього моменту трималася лінії щодо стримування спалаху агресивності серед своїх прихильників, намагаючись добитися проведення всев'єтнамських виборів згідно з рішеннями Женевської конвенції.
Близько чотирьох сотень урядових представників було вбито лише у 1957 році, і насильство поступово нарощувалося. Разом із терором, розв'язаним проти місцевих керівників, невдовзі акції розповсюдилися також проти інших верств суспільства: шкільних вчителів, робітників охорони здоров'я та робітників сільського господарства.
Відповідно до одного оцінювання, до 20 % керівного апарату південних в'єтнамських сіл було вбито бійцями руху опору. Висуванців Дьєма — здебільшого чужинців з інших місць — селяни ненавиділи за їх корумпованість та зловживання. Партизани намагалися повністю знищити урядовий контроль над сільською місцевістю країни та підмінити його тіньовими урядами.
У січні 1959 Центральний комітет Комуністичної партії Північного В'єтнаму видав таємний наказ про початок широкомасштабної війни проти уряду та збройних сил Південного В'єтнаму. Північний В'єтнам розпочав масові перекидання озброєних повстанців і постачання зброї та матеріальних засобів підпільному руху, використовуючи так звану стежку Хо Ші Міна.
У травні уряд Дьєма прийняв закон, згідно з яким політичні противники підпадали під покарання аж до смертної кари.
Зростання непопулярності режиму Дьєма призвело до того, що 12 грудня 1960 всі південні в'єтнамські угруповання, які боролися проти режиму Дьєма, були об'єднані в Національний фронт звільнення Південного В'єтнаму (НФЗПВ), що став широко відомим у країнах Заходу як В'єтконг, який контролювався комуністичною партією півдня. Завдяки підтримці Північного В'єтнаму партизани діяли дедалі успішніше.
Параноїчна поведінка Нго Дінь Дьєма, розв'язувані ним репресії, корупція та деспотія влади відвернули від нього значну частину населення країни. Як доповідав головний військовий радник генерал-лейтенант Лайонел МакГарр, значна частина населення півдня відверто або потай підтримувала комуністів. Таким чином, ніщо так не сприяло ідеї об'єднання країни та скиненню ненависного режиму Дьєма, як сам Дьєм.

## Ранній період війни (1959—1964)

### Передумови інтервенції США

#### Президентство Джона Ф. Кеннеді, 1960—1963
Після своєї перемоги на президентських виборах 1960 року Джон Кеннеді визначив головне завдання свого перебування на посту голови держави: подолати перевагу Радянського Союзу у галузях освоєння космосу та розвитку ракетних програм. Попри застереження свого попередника Дуайта Ейзенхауера з приводу зростаючої проблеми навколо Лаосу та В'єтнаму, Кеннеді більше уваги присвячував вирішенню європейських та латиноамериканських питань. У своїй інавгураційній промові він пообіцяв «заплатити будь-яку ціну, витерпіти будь-яку скрутність, подолати будь-які труднощі, підтримати будь-якого друга, протистояти будь-якому ворогу для того лише, щоб утримати свободу».
У червні 1961 під час зустрічі з радянським головою Микитою Хрущовим у Відні, обговорюючи головні проблеми американо-радянських взаємовідносин, Джон Кеннеді був дуже розчарований поглядами радянського лідера на ситуацію навколо В'єтнаму. Прецедент наслідків корейської війни породив на світ ідею обмеженої або локальної війни.
Безвихідь у протистоянні обох світових систем, нашпигованих ракетно-ядерною зброєю, підштовхнула Кеннеді до думки про створення нового інструменту ведення війни — сил спеціальних операцій. Застосування елітних підрозділів високонавчених професіоналів, озброєних та забезпечених за останнім словом техніки, за його задумом, змогло б допомогти вирішити проблеми у країнах третього світу, яким загрожувала комуністична експансія. Ведення контрпартизанської війни такого типу військами, як рейнджери та морські котики, могло бути корисним у специфічних війнах, схожих на в'єтнамську.

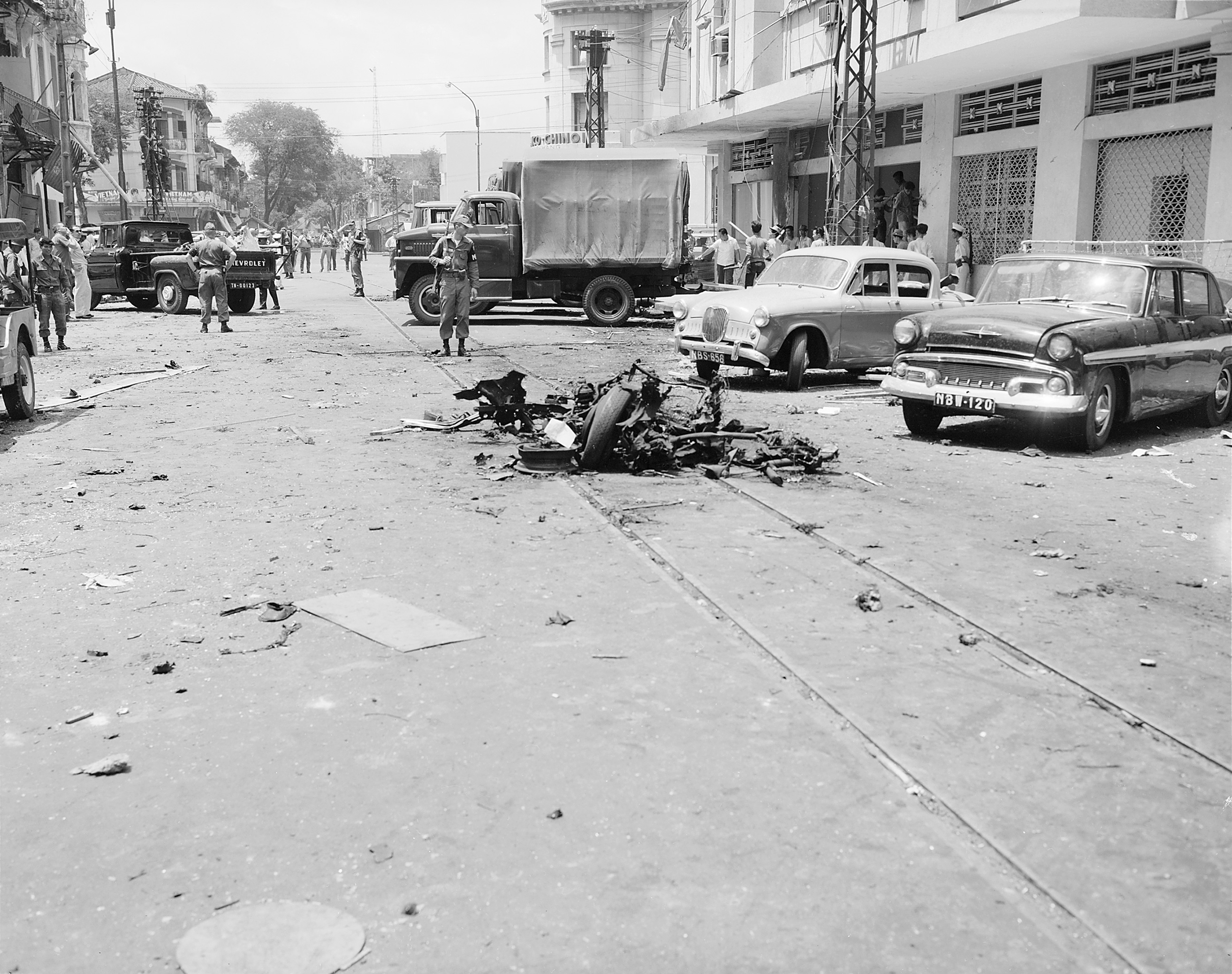
Місце проведення теракту бойовиками В'єтконгу. 1965

Політика адміністрації Кеннеді будувалася на становищі, яке утворилося за попередні роки Холодної війни. До 50 000 вояків перебувало у Кореї, створюючи форпост боротьби проти комунізму на Далекому Сході. Крім цього, Кеннеді довелося зіткнутися з критичним становищем у політиці в результаті поразки кубинських повстанців під час вторгнення в бухті Свиней, будівництва Берлінської стіни та політичної кризи в Лаосі, яка загрожувала перемогою комуністів у цій країні. Усе це підштовхувало Президента до прийняття рішучих заходів щодо недопущення втрати американського впливу на союзників, зупинення подальшого просування «червоної хвилі» на Сході. Кеннеді покладав надії на те, що успішна боротьба з комуністами у В'єтнамі зможе посилити позиції США у світі.
У травні 1961 віцепрезидент США Ліндон Джонсон відвідав з офіційним візитом Сайгон та у промові проголосив Дьєма «азійським Вінстоном Черчиллем». Коли його запитали, чому він це зробив, Джонсон відповів, що Дьєм саме той, хто їм потрібен. Джонсон запевнив президента Південного В'єтнаму, що вони отримають будь-яку допомогу, щоб перемогти комуністів.
Політика Кеннеді стосовно Південного В'єтнаму базувалася на його впевненості, що Дьєм та збройні сили Республіки В'єтнам обов'язково подолають комуністичній опір самостійно, без збройного втручання американців. Кеннеді був категорично проти введення американських військ у В'єтнам. Він наполягав на тому, що безпосереднє втручання збройних сил США у внутрішній конфлікт В'єтнаму врешті-решт призведе до негативних наслідків, як у політичній, так і у військовий сфері.
Тим часом професіоналізм збройних сил Південного В'єтнаму потребував покращення. Погане начальство, корумпованість, постійне втручання з боку політичного керівництва негативно впливали на збройні сили. Частота нападів партизан зростала з кожним днем, разом із тим повна некомпетентність уряду Півдня продовжувала служити коренем усіх проблем.
Радники президента Максвелл Тейлор та Уолт Ростоу рекомендували послати американських військових до Південного В'єтнаму під виглядом працівників-рятувальників для ліквідації наслідків повеней, проте Кеннеді відмовився, але водночас значно збільшив військову допомогу за рахунок військових консультантів. У квітні 1962 відомий своїми антивоєнними поглядами, економіст-радник президента Джон Кеннет Гелбрейт попередив Кеннеді про загрозу нарощування американської військової присутності у південній частині В'єтнаму: «якщо ми намагаємось повторити долю французьких колоніальних військ, то ми вмиємося кров'ю, як і вони».
До 1963 року кількість американських військових уже нараховувала 16 000 осіб, тоді як при Ейзенхауері було лише 900.
Уряд країни у 1961 започаткував Стратегічну Сільську Програму, за допомогою якої, шляхом переселення селянства у спеціально відведені місця, уряд Дьєма намагався вирішити головну державну проблему. Головною метою цієї програми було: ізолювавши селян від комуністичного впливу в обладнаних та охоронюваних селищах-таборах, надати простим людям можливості безпечної праці, отримання освіти, забезпечити їм охорону здоров'я, тим самим поліпшити ставлення селянства до уряду й ліквідувати головну проблему — підтримку населенням партизанів В'єтконга.
Проте програма практично провалилася, так і не встигнувши розпочатися: селяни категорично відмовлялися залишати рідні домівки й землю, на якій століттями мешкали та працювали їхні батьки й родини. Корумпованість сільської влади, високі податки для селян також залишалися одними з головних факторів, що впливали на провал урядової програми і навіть на умови зростання руху опору та збільшення кількості вбивств представників уряду на селі.

#### Військовий заколот та вбивство Дьєма

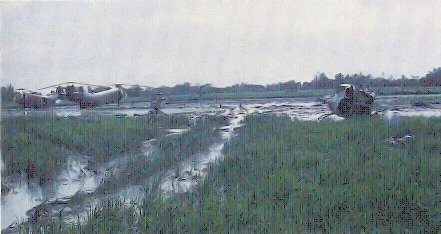
Збиті вертольоти південнов'єтнамської армії. Січень 1963

Нездатність південнов'єтнамської армії до виконання бойових завдань, страх перед втратами, безініціативність її командування наочно продемонструвала битва при Апбак 2 січня 1963 року, під час якої маленький загін В'єтконгу вщент розгромив велику й добре оснащену частину південнов'єтнамських збройних сил, посилену вертольотами та бронетранспортерами.
Керівником операції був командир 4-го корпусу генерал Хуань Ван Као, один з найвідданіших генералів Дьєма, який був призначений на високу посаду радше за релігійні та вірнопідданські якості, ніж за командирські, і який вважав своїм головним завданням утримати власні війська від змови проти Дьєма.
Поразка південнов'єтнамців у битві при селі Апбак викликала гучний резонанс у США. Це був перший випадок, коли В'єтконг успішно протистояв урядовій армії у відкритому бою, а також перший випадок, коли бойові дії у Південному В'єтнамі широко висвітлювалися в американській пресі. Крім того, загинули 3 американські військовослужбовці (2 пілоти та 1 інструктор), ще 8 дістали поранення.

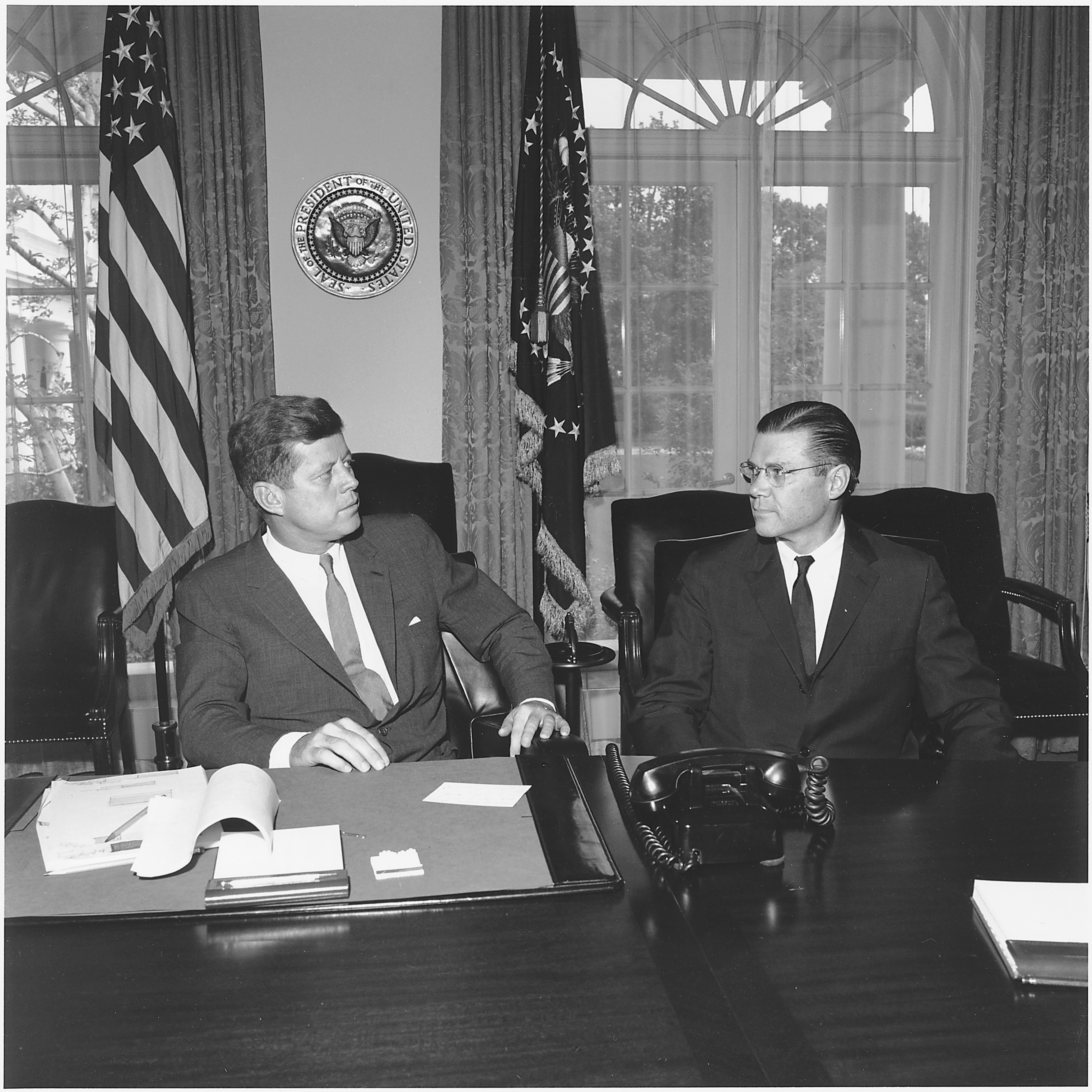
Кеннеді та Макнамара

Політична еліта Сполучених Штатів почала схилятися до думки, що Дьєм — не та фігура, яка буде здатна перемогти комуністичний рух на півдні, а тим більше — мати справи з урядом Північного В'єтнаму. Він був стурбований лише боротьбою з можливими заколотами.
Ще більшу стурбованість принесла розв'язана урядом Дьєма 8 травня 1963 бійня на головне буддистське свято — Весак — день народження Гаутами Будди, під час якої проти мирної демонстрації буддистів була застосована зброя, внаслідок чого загинуло 9 беззбройних ченців. Містами країни покотились буддистські заворушення, кілька ченців здійснили самоспалення, що викликало великий резонанс у країнах Європи й США. Дьєм спростовував провину своїх підлеглих у злочині. Але масові арешти та злочини проти буддистів продовжувалися протягом літа й осені.
Все це спричиняло занепокоєння американського уряду, який розділився у своїх думках стосовно майбутнього Президента Південного В'єтнаму: державний департамент підтримував заколотників, у той час як міністерство оборони намагалося утримати владу Дьєма будь-якою ціною.
ЦРУ увійшло в контакт з особами, що планували збройний заколот проти правлячої верхівки Дьєма з натяками, що уряд США не буде протистояти такому розвитку подій і змова жодним чином не буде впливати на подальшу підтримку з боку американців.

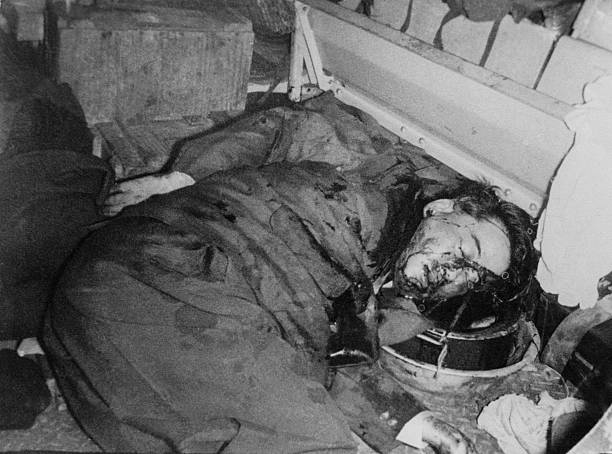
Тіло страченого Нго Дінь Дьєма. Листопад 1963

1 листопада 1963 під час успішного перевороту, який очолив генерал Зионг Ван Мінь, Президент Південного В'єтнаму Нго Дінь Дьєм був скинутий і наступного дня разом зі своїм братом Нго Динь Нху, головою таємної поліції держави, був без суду та слідства страчений.
Через 20 діб, 22 листопада 1963 року, у Далласі, Техас загинув від пострілу в голову Джон Кеннеді.
Незабаром посол Сполучених Штатів у Республіці В'єтнам Генрі Кабот Лодж-молодший відвідав заколотників та привітав їх з перемогою, сподіваючись, що військові зможуть подолати кризу й придушити комуністичний рух у країні. Генералітет США прогнозував навіть успішну перемогу до початку 1964 року.
Однак хаос внаслідок перевороту набирав оберти. Південний В'єтнам увійшов у період вкрай нестабільної кризи. Протягом наступних півтора року в Сайгоні раз на кілька місяців відбувався черговий переворот, генерали змінювали одне одного, скидаючи владу попередника та проголошуючи себе наступним лідером країни. Ханой негайно скористався перевагами ситуації, що склалася, значно посиливши допомогу В'єтконгу — це дозволило партизанам НФЗПВ розширювати підконтрольні їм території, у той час як південнов'єтнамська армія зав'язла у політичній боротьбі.

## Повномасштабне втручання США
Віцепрезидент Сполучених Штатів Ліндон Джонсон, який після вбивства Джона Кеннеді став 36-м Президентом країни та головним пріоритетом своєї роботи проголосив соціальний захист американців, уже 24 листопада 1963 сказав, що «битва проти розповсюдження комунізму повинна вестися з усією міццю та рішучістю об'єднаними зусиллями вільного світу».
Політична ситуація у В'єтнамі тим часом ускладнювалася з кожним днем. Заколотників на чолі з генералом Ван Мінь вже через три місяці — у січні 1964 — скинув інший представник генералітету Південного В'єтнаму — генерал Нгуєн Ханхом.

### Тонкінський інцидент і посилення американської участі у війні
2 серпня 1964 року військовий корабель Сполучених штатів есмінець «Меддокс» (англ. USS Maddox), який виконував розвідувальне завдання поблизу берегів Північного В'єтнаму у зоні Тонкінської затоки, за твердженнями американців, потрапив під раптову атаку малих торпедних катерів ймовірно північнов'єтнамського військово-морського флоту. Через дві доби, 4 серпня у цьому ж регіоні за дуже неясних обставин «Меддокс», цього разу з іншим американським кораблем «Тернер Джой» (англ. USS Turner Joy), потрапили під повторну атаку. Цей випадок увійшов до історії як «Тонкінський інцидент».

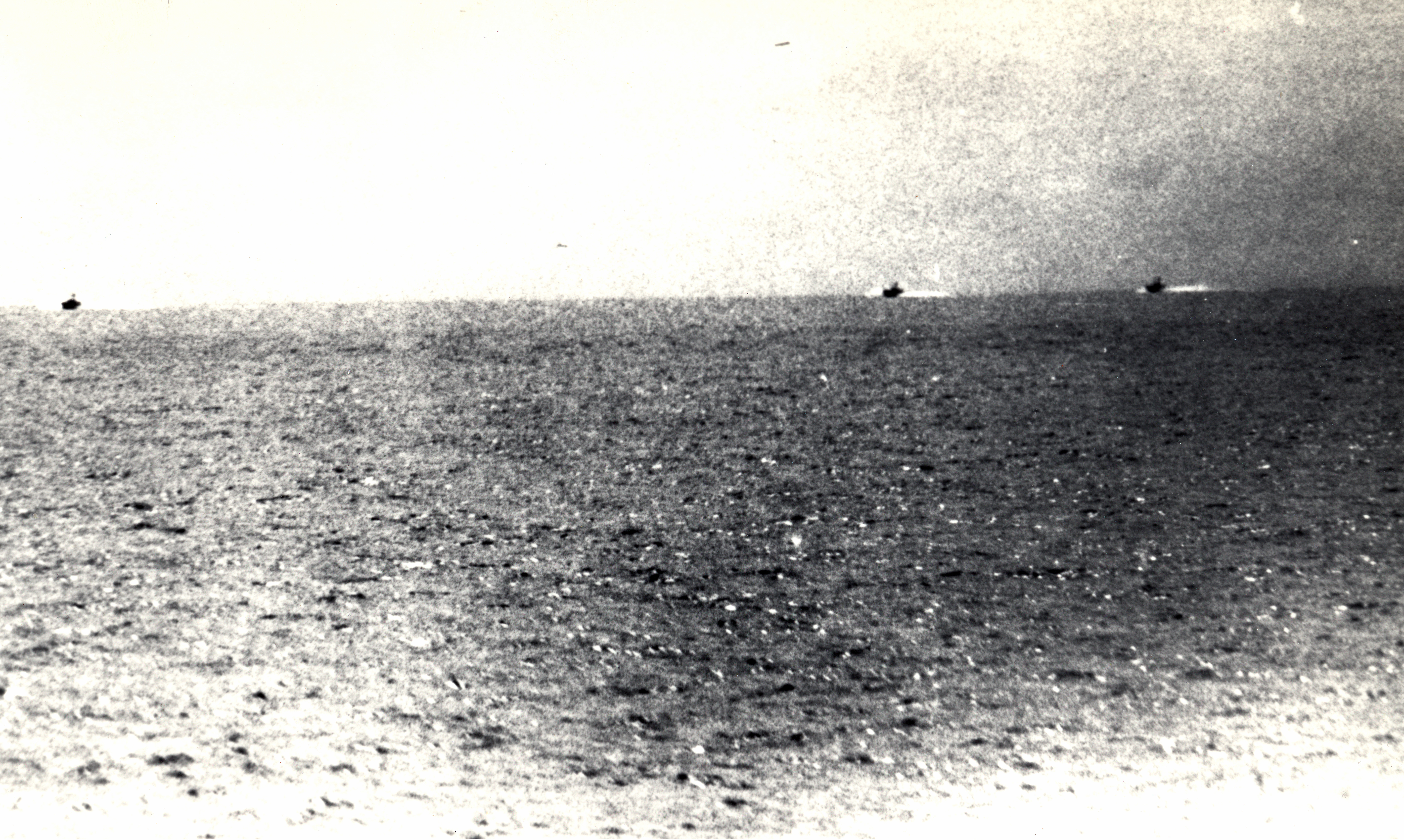
Північнов'єтнамські торпедні катери під час атаки есмінця «Меддокс»

Навіть до кінця не з'ясувавши, а тим більше не дочекавшись розслідування обставин інциденту, Ліндон Джонсон, заручився підтримкою з боку Конгресу, який видав Резолюцію про Тонкінську затоку, віддав наказ на так звану акцію відплати — американські ВПС провели бомбардування території незалежної держави — Північного В'єтнаму. Як з'ясувалося пізніше з матеріалів опублікованого у 2005 році таємного документу — ніякого інциденту 4 серпня не було. На думку багатьох істориків, Джонсон та його прибічники свідомо ввели американську громадськість в оману та втягнули країну у тривалу війну «за незрозумілі цілі власної закордонної політики». Пізніше один із дослідників В'єтнамської війни Джордж С. Херрінг наполягав на версії, що міністр оборони США Макнамара та Пентагон ненавмисно брехали про обставини Тонкінського інциденту, просто їм був потрібен привід для масштабного втручання у В'єтнамську війну.
Вже 5 серпня американська авіація з авіаносців «Тікондерога» та «Констелейшн» завдала перші авіабомбові удари по території Північного В'єтнаму. Цілями нальотів стали бази торпедних катерів та нафтові склади. Всього американці здійснили 64 літако-вильоти, в результаті яких, за американськими даними, було знищено та пошкоджено 25 торпедних катерів. Американські втрати склали два літаки, збиті північнов'єтнамською ППО, при цьому один пілот загинув, а інший — потрапив у полон, ставши першим американським військовополоненим у війні. Крім того, до кінця серпня в Південний В'єтнам прибули дві ескадрильї бомбардувальників B-57 Canberra, які розмістилися на авіабазі Б'єн Хоа. 1 листопада база була піддана сильному мінометному обстрілу з боку в'єтконгівців.
У той час у США йшла передвиборча кампанія, і Ліндон Джонсон не квапився починати масштабне втручання у війну. На виборах він хотів показати себе як миролюбний політик, на відміну від свого суперника Баррі Голдвотера, який виступав за розширення американської участі у війні. Але тим не менш, у період з осені 1964 р. до кінця зими 1965 на території Таїланду та Південного В'єтнаму американці побудували та модернізували десятки військово-повітряних баз і розмістили на них близько 330 літаків тактичної авіації. У той же час у Тонкінській затоці було розгорнуто дві потужні авіаносні групи: Yankee Station (біля берегів ДРВ) та Dixy Station (біля берегів Південного В'єтнаму).
ДРВ теж нарощувала свої сили у Південному В'єтнамі, починаючи з кінця 1964 року перекидаючи на його територію регулярні війська. На початку 1965 на Півдні вже діяло три полки В'єтнамської народної армії.
14 грудня 1964 р. США розпочали операцію Barrel Roll в південно-східних районах Лаосу. Її метою було перешкодити наданню допомоги В'єтконгу, яка надходила від ДРВ по «стежці Хо Ші Міна». Керівництво Лаосу повністю підтримало її проведення. До проведення операції ніколи не залучалися наземні сили, американці обмежувалися бомбардуваннями об'єктів «стежки» та розвідувальними польотами. Авіація діяла, переважно, з території Таїланду. На початку розмах операції був невеликим, наприклад, з 12 по 24 грудня 1964 американські літаки здійснили тільки 6 розвідувальних місій. Але через подальшу ескалацію війни масштаби операції значно зросли.
28 грудня 1964 — 1 січня 1965 відбулася битва при Бін Зіа, в якій південнов'єтнамські війська зазнали нищівної поразки від партизан. Ця битва стала першою, у якій в'єтконгівці протягом декількох днів змогли протистояти АПВ на відкритій місцевості і при цьому завдати їй відчутних втрат. Хоча з боку південнов'єтнамської армії в битві брали участь елітні загони рейнджерів та морської піхоти.
7 лютого 1965 року в'єтконгівські партизани атакували американські військові об'єкти в місті Плейку. В результаті атак було вбито 8 американців та знищено 10 літаків. У відповідь США розпочали операцію Flaming Dart, в рамках якої вже 7 лютого 49 літаків бомбардували бази північнов'єтнамської армії в місті Донгхой. 11 лютого 89 літаків завдали удару по об'єктах логістики та засобах сполучення В'єтконгу біля демілітаризованої зони. 19 лютого B-57B здійснили бомбардування сил В'єтконгу, цей випадок став першим, коли американська авіація була застосована для підтримки наземних військ Південного В'єтнаму. Flaming Dart завершилася 24 лютого, метою її проведення була помста за напади на американських військових.
Станом на кінець 1964 року в Республіці В'єтнам перебувало 23300 американських військовослужбовців, для порівняння в 1959 їх було тільки 760. Чисельність південнов'єтнамських силових підрозділів (збройні сили, корпус громадянської оборони та поліція) наприкінці 1964 р. становила 514000 осіб, що вдвічі більше, ніж у 1959 р. У той же час В'єтконг нараховували близько 100 тисяч бійців, на момент свого утворення він мав лише 5000. У В'єтнамській народній армії, у свою чергу, служило 300000 осіб, всього за рік до того вона мала 174000.

### Ескалація війни. Військові дії в березні 1965— грудні 1968 років
2 березня 1965 року в рамках операції Rolling Thunder США розпочали регулярні бомбардування Північного В'єтнаму. Їхньою метою було підірвати економічний і військовий потенціал країни та перешкодити наданню допомоги в'єтконгівським партизанам. Також бомбардування мали служити інструментом тиску на керівництво ДРВ, щоб воно відмовилося від підтримки В'єтконгу і не втручалося у справи Південного В'єтнаму. Для проведення операції була задіяна як наземна, так і палубна авіація США, при цьому для неї існував цілий ряд заборон та обмежень. Наприклад, біля Ханоя та Хайфона існували зони, куди літакам не дозволялося залітати, були заборонені бомбардування в прикордонних з Китаєм районах, до весни 1967 року заборонялося атакувати військові аеродроми. Крім того, списки дозволених для знищення цілей часто затверджувалися на рівні президента. Ці фактори значно знижували ефективність авіаударів та полегшували Північному В'єтнаму захист від нальотів американської авіації.

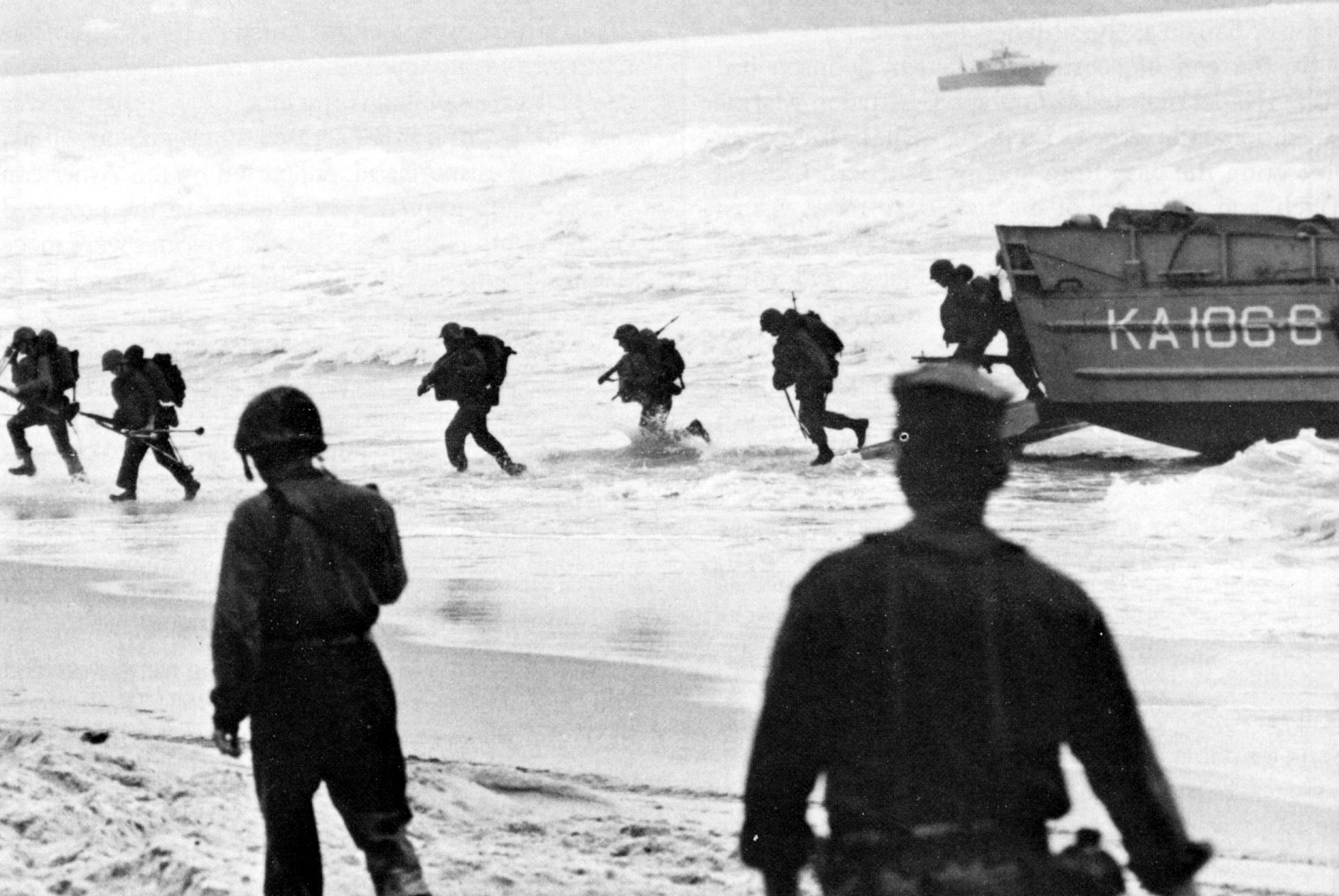
Висадка підрозділу морської піхоти біля Дананг. 6 березня 1965

8 березня під приводом захисту американських військових об'єктів від атак повстанців, у Південному В'єтнамі висадилося два батальйони морської піхоти США загальною чисельністю 3500 осіб. Ці дії були широко підтримані американською спільнотою. Лідер Демократичної Республіки В'єтнам Хо Ші Мін відреагував на це по-східному філософськи: «якщо американці хочуть вести війну 20 років — вони отримають війну на 20 років, якщо вони захочуть миру — ми забезпечимо мир та запросимо їх на обідній чай».
Протягом перших п'яти місяців американське командування утримувались від проведення масштабних наземних операцій. У цей період тривало перекидання військ, створення інфраструктури для їх базування та відбувалося ознайомлення з місцевою специфікою ведення бойових дій.
Якщо американські наземні війська ще застосовувалися досить обмежено, то активність авіації зростала з кожним місяцем: у лютому для бомбардування ДРВ американські літаки здійснила тільки 138 вильотів, у квітні — 3600, а в травні — вже 4000. В перші декілька місяців літаки займалися, переважно, знищенням стаціонарних цілей. Але поступово американська авіація перейшла до знищення транспортних засобів, на яких перевозилася допомога в'єтконгівським партизанам. Для цього літаки невеликими групами патрулювали дороги, мости та річки в південній частині ДРВ і, помічаючи підозрілу ціль, атакували її. Якщо кількість вильотів на такі завдання в березні становила лише 2 на тиждень, то наприкінці року — 200. Північний В'єтнам спочатку не міг ефективно протистояти бомбардуванням, тому що мав слабку авіацію та протиповітряну оборону. ВПС країни мали за різними оцінками від 40 до 60 бойових літаків, із них для відбиття нальотів можна було задіяти лише 25 винищувачів J-5 (МіГ-17Ф китайського виробництва). Протиповітряна оборона складалась із декількох дивізіонів зенітної артилерії, якими прикривали важливі адміністративні центри.
У відповідь на бомбардування Північного В'єтнаму СРСР розпочав постачання до країни зенітно-ракетних комплексів С-75. Уже 24 липня одним із таких комплексів було збито винищувач F-4C. Для протидії новій зброї американці стали застосовувати "дикі ласки" — літаки, оснащені апаратурою для виявлення РЛС противника, озброєні протирадіолокаційними ракетами AGM-45 Shrike. Під «дикі ласки» перероблялися існуючі літаки, спочатку це були F-100F, пізніше — F-105G та F-4G.
9-13 червня відбулася битва за Донг Хоа, яка чітко продемонструвала низьку боєздатність південнов'єтнамської армії та її неспроможність ефективно боротися з В'єтконгом. Південнов'єтнамські війська попри чисельну перевагу (2000 осіб проти 1500), наявність бронетехніки і артилерії та підтримку з боку 173-ї аеромобільної бригади Армії США, зазнали повної поразки. Вони втратили 416 осіб убитими та 233 зниклими безвісти, тоді як партизани — тільки 126 загиблих.

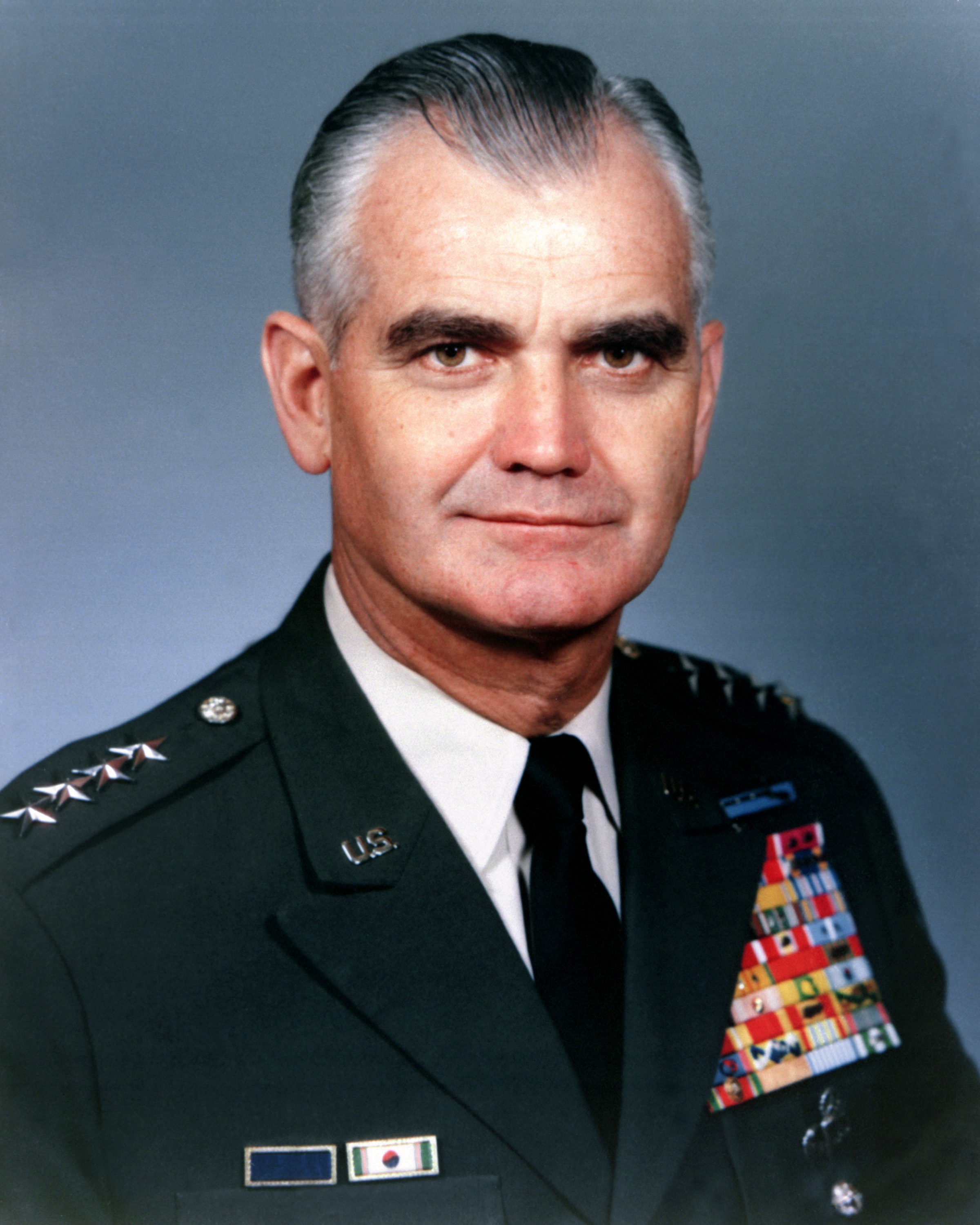
Генерал Вільям Вестморленд

Враховуючи ці обставини, а також низький моральний дух солдатів Армії Південного В'єтнаму (АПВ) і високий рівень дезертирства, генерал Вільям Вестморленд зробив висновок про ненадійність південнов'єтнамських військ і запропонував усунути їх від проведення бойових операцій, поклавши на них лише функції забезпечення й охорони. А завдання розгрому В'єтконгу він пропонував покласти на Збройні сили США. Вестморленд стверджував, що «американські війська з їх енергійністю, мобільністю та вогневою міццю зможуть успішно діяти проти НФЗПВ». Для перемоги у війні американський генерал запропонував наступний план, який складався з трьох головних фаз:
1. До кінця 1965 року Збройні сили США (ЗС США) за підтримки збройних сил вільного світу обов'язково припиняють тактику поступок та переходять до активних дій.
2. ЗС США та союзники розпочинають рішучі наступальні дії з метою перехоплення ініціативи, розгрому партизанських та регулярних формувань противника. Фаза закінчується, коли противник виснажений, вичерпав свої бойові можливості, вигнаний з густонаселених місць та перейшов до оборонної тактики.
3. Якщо противник продовжує опір, протягом 12 — 18 місяців після завершення другої фази, повний розгром В'єтконгу у віддалених та блокованих військами регіонах країни.[44]

Вестморленд пообіцяв, що, діючи за цим планом, він доб'ється рішучої перемоги вже до кінця 1967 року. Попри це уряд Джонсона не квапив події та не оголошував офіційно про зміну своєї в'єтнамської політики, наполягаючи на послідовному нарощенні американських зусиль у В'єтнамі. Але запропонований план згодом був ухвалений Джонсоном, що означало перехід від політики обмеженого втручання у в'єтнамську війну до широкої участі в ній. При цьому будь-яка думка про спроможність південнов'єтнамського уряду самостійно впоратися із ситуацією навіть не розглядалася.
Із початком відкритого втручання у в'єтнамську війну США стали активно заохочувати своїх союзників узяти участь в операції. Відправити свої війська до Південного В'єтнаму погодилися майже всі члени СЕАТО: Республіка Корея, Таїланд, Австралія, Нова Зеландія та Філіппіни. Але партнери по НАТО, навіть такі традиційні американські союзники як Велика Британія та Канада, відмовилися брати будь-яку участь у війні.

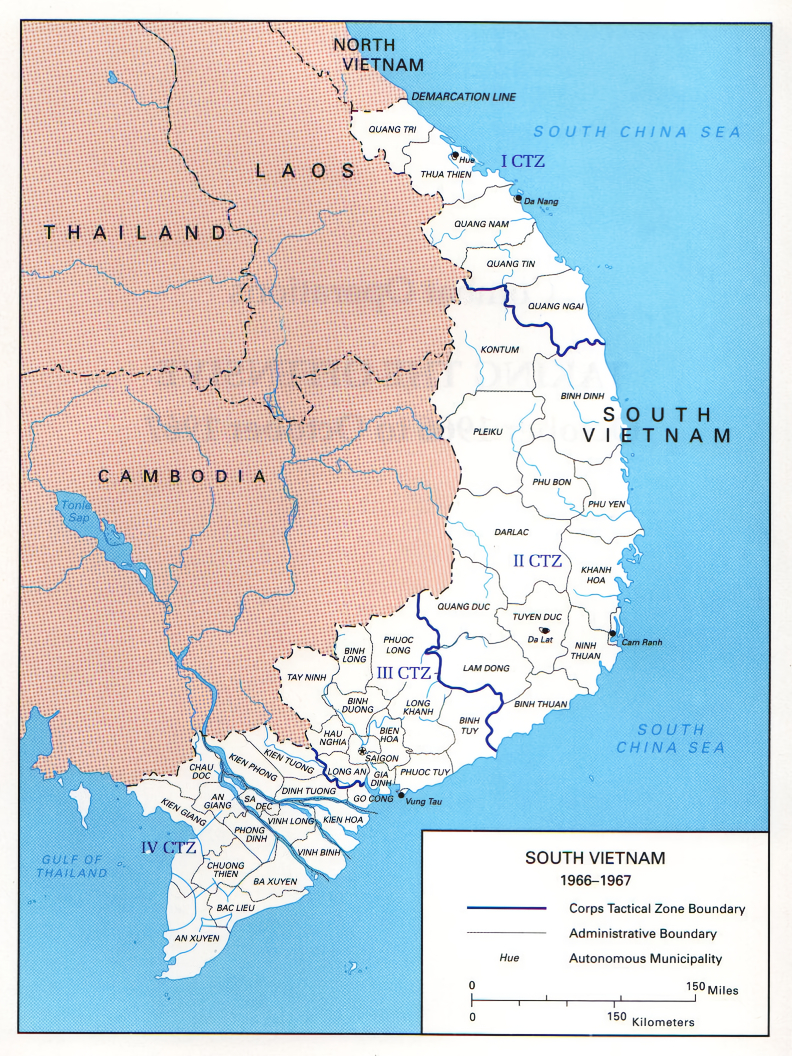
Південний В'єтнам, військові зони, 1967

Ще з 1962 року вся території Республіки В'єтнам була поділена на тактичні зони чотирьох корпусів південнов'єтнамської армії.
- I-й корпус — займав північні провінції країни. Операції на його території проводив переважно Корпус морської піхоти США. Через це територію корпусу ще називали «країною морських піхотинців».
- II-й корпус — займав територію Центрального плоскогір'я. В 1965—1966 рр. в зоні корпусу діяла 1-ша кавалерійська дивізія, але з кінця 1966 її замінила 4-та піхотна дивізія, а 1-ша кавалерійська була перекинута на територію III-го корпусу.
- III-й корпус — займав провінції, які прилягали до столиці країни — Сайгону. В зоні корпусу вели бойові дії 1-ша та 25-та піхотні дивізії.
- IV-й корпус — займав території в дельті річки Меконг та провінції на крайньому півдні країни. В його зоні діяла 9-та піхотна дивізія.

18-24 серпня відбулося перша масштабна операція американських сил у Південному В'єтнамі — Starlite. Напередодні американська розвідка дізналася про плани В'єтконгу атакувати їхню військову базу Чулай у провінції Куангнгай. Щоб не допустити атаки, було вирішено завдати удар на випередження силами 4 батальйонів морської піхоти. У результаті операції було знищено 614 в'єтконгівців, атака на американську базу була зірвана. Морська піхота, у свою чергу, втратила 45 осіб убитими та 203 пораненими.
Восени Збройні сили США почали переходити до стратегії «знайти та знищити». Її суть полягала в тому, що в район можливого перебування противника посилали невеликий загін, як правило взвод або роту. Якщо він натрапляв на значні сили В'єтконга, то йому на допомогу перекидали додаткові війська, які мали знищити противника. Паралельно з цією стратегією американські війська могли діяти і за іншою — «очистити та утримати». ЇЇ суть зводилася до того, щоб захопити район, який контролюється комуністичними силами, знищити в ньому будь-які сили противника і створити на його території власні бази та опорні пункти. Провідна роль у цих стратегіях відводилася десантно-штурмовим операціям. Морські піхотинці діяли за дещо іншою схемою, спочатку вони закріплялися в районі, підконтрольному силам В'єтконга, створюючи в ньому опорний пункт. Потім, діючи з нього, морські піхотинці поступово «очищали» прилеглі території від партизанів. Далі окремі райони з'єднувалися у суцільні території, на яких партизанський рух було придушено.

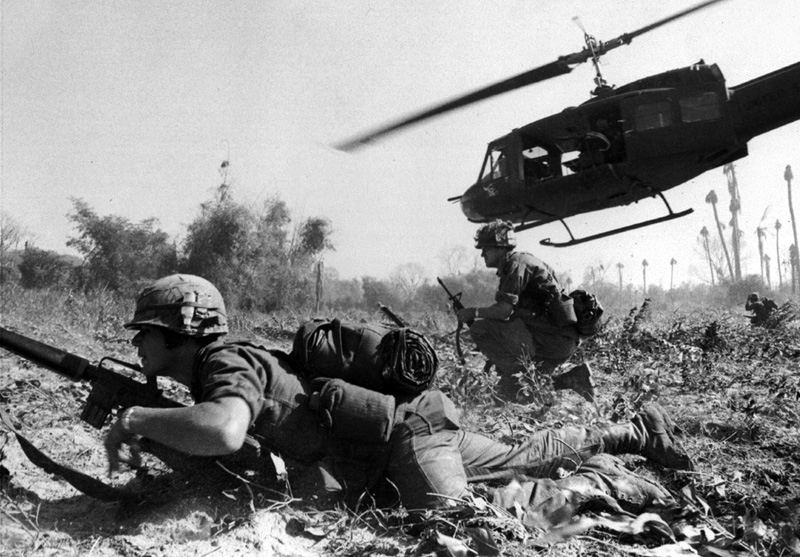
Американські десантники під час битви в долині Я Дранг

Одним із наслідків утілення стратегії «знайти та знищити» стала битва в долині Я Дранг, яка відбулася 14-18 листопада 1965 року. Вона характерна тим, що стала першим значним зіткненням американських та північнов'єтнамських військ. Під час боїв обидві сторони зазнали серйозних втрат: США — 237 убитих та 258 поранених, а ВНА — відповідно 559 і 669) Після битви обидві сторони оголосили про свою перемогу, хоча незаперечним залишається факт, що в результаті дій американських військ були зірвані плани ВНА по захопленню міст Плейку та Плейме.
До кінця 1965 року чисельність американських військ у В'єтнамі сягнула 184 300 осіб. Американські союзники по СЕАТО відправили свої контингенти загальною чисельністю 22 390 військовослужбовців, із них найчисельнішими були південнокорейський (20 620) та австралійський (1 560). Зросла також і чисельність південнов'єтнамських силових структур, яка тепер становила 642 500 осіб.
8–14 січня 1966 року в окрузі Củ Chi, провінція Біньзионг, була проведена перша операція дивізійного рівня — "Crimp"; в ній були задіяні американські та австралійські війська чисельністю 8 000 осіб. Операція проводилася з метою розгромити сили В'єтконгу та знищити всю його інфраструктуру в окрузі. Крім того, «Crimp» була елементом далекосяжнішого плану — очистити від партизанів прилеглі до Сайгона провінції. Хоча до операції залучалися значні сили, успіх був досить обмежений. Із 1 000 в'єтконгівців, які перебували в окрузі на початку операції, достовірно було знищено тільки 128, ще 92 потрапили в полон. Також уціліли ключові об'єкти партизанської інфраструктури, які будуть активно використовуватися для атак на Сайгон під час Тетського наступу в 1968 році.
Під час цієї операції американські війська вперше зіштовхнулися із широкою мережею підземних тунелів, які використовувалися в'єтконгівцями. Такі тунелі служили місцем укриття, в них розташовувалися командні пункти, склади та казарми, за допомогою тунелів партизани могли непомітно зосереджувати свої сили для атак на об'єкти противника. Для знищення системи тунелів та тих, хто в них укривався, американці використовували різні засоби. Одним із найпоширеніших було створення спеціальних загонів, призначених для дій у підземних тунелях. Солдатів, які в них служили, неофіційно називали «тунельними щурами». Вперше такі загони були створені в складі 25-ї піхотної дивізії, відразу після операції «Crimp».
28 січня відбулася найбільша антипартизанська операція з початку війни — Masher; у ній взяли участь 1-ша кавалерійська дивізія армії США, південнокорейська Столична дивізія та південнов'єтнамські підрозділи. Ціллю операції був розгром 3-ї дивізії НФЗПВ, яка діяла, переважно, в провінції Біньдінь. В ході операції майже не було значних боїв, проте дуже часто відбувалися сутички між невеликими загонами, як взвод або рота. Також операція відзначалася масштабами авіаційної підтримки: 1352 вильоти на бомбардування, під час яких скинуто 680 т бомб та 138 т напалму. Бойові дії завершилися 6 березня, союзники оголосили про знищення в'єтконгівської дивізії та 2 389 солдат противника (із них 1/3 на рахунку армії Республіки В'єтнам). Але звіти про знищення дивізії виявилися перебільшенням, тому що вже через деякий час вона знову брала участь у боях. Під час операції траплялися випадки масових убивств мирного населення, здійснені переважно південнокорейськими військами. В період з 12 лютого до середини березня від рук солдатів Столичної дивізії загинуло 1 200 мирних жителів у 15 селищах та хуторах громади Bình An. Найбільша різня була вчинена 26 лютого, коли всього за одну годину солдати дивізії вбили 380 беззбройних людей.

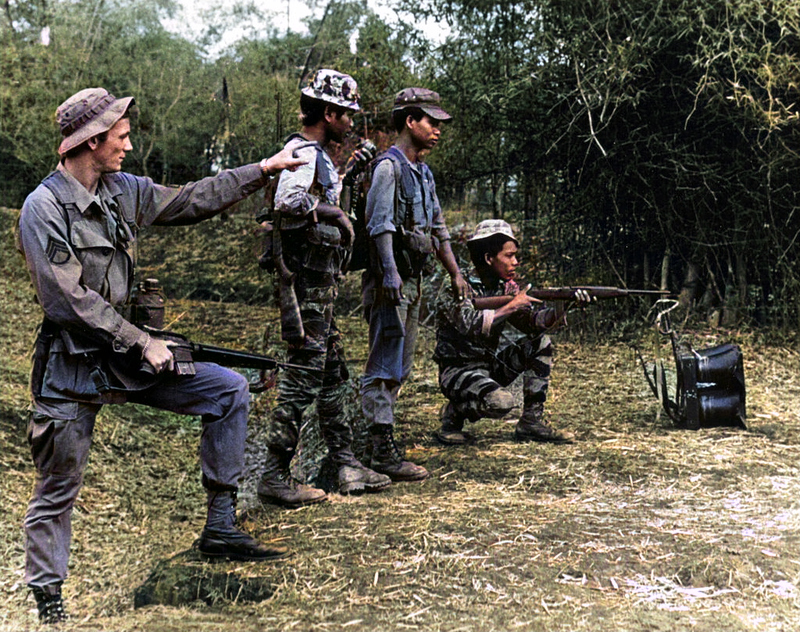
Бійці CIDG проводять навчальні стрільби під керівництвом американського інструктора

Одним із засобів тактики боротьби проти НФЗПВ стало створення підрозділів самооборони із населення, лояльного до керівництва Республіки В'єтнам. Такі загони дістали назву «Громадянські нерегулярні групи оборони» (Civilian Irregular Defense Group, або CIDG). Їх створення мало на меті зменшити вплив В'єтконгу в сільській місцевості і не дати йому можливості поповняти запаси і вербувати нових прихильників. Підготовкою сил самооборони займалися «зелені берети», також американська сторона поставляла їм озброєння та спорядження. Загони самооборони повинні були самостійно витримувати атаки в'єтконгівців. Крім того, створювалися ще й «ударні групи», які мали краще озброєння і підготовку. Такі групи брали участь в антипартизанських операціях, що проводилися американськими та південнов'єтнамськими військами. З метою перекрити допомогу, яку В'єтконг отримував з півночі через «стежку Хо Ші Міна», американці почали активно створювати підрозділи CIDG в прикордонних районах. В них служили переважно представники монтаньярів — народів, які проживали в горах Південного В'єтнаму. Для ефективнішого захисту кордону і контролю над прикордонною територією створювалися спеціальні бази, де, окрім бійців CIDG, перебували американські спецпризначенці.
Такі бази часто ставали мішенями для атак партизанів та північнов'єтнамської армії. Одна із таких атак відбулася 9-10 березня на табір спецпризначенців А-Шау. Він розташовувався в однойменній долині біля кордону з Лаосом, що у провінції Тхиатхьєн-Хюе. Саме в долині А-Шау виходило одне із відгалужень «стежки Хо Ші Міна», по якій північнов'єтнамські війська проникали на територію Республіки В'єтнам, тому контроль над долиною мав стратегічно важливе значення для ВНА. На момент атаки в таборі перебували загони CIDG та невелика група «зелених беретів», загальною чисельністю 395 солдатів і офіцерів. Своєю чергою сили північнов'єтнамської армії, які штурмували базу, нараховували 2000 осіб. Через погану погоду американська авіація не змогла ефективно надавати підтримку захисникам табору, і вже зранку 10 березня бійці ВНА увірвалися в нього, становище гарнізону стало критичним. Тому американське командування вирішило евакуювати гарнізон і знищити табір. До 5 години вечора гарнізон було евакуйовано, а будівлі табору знищено, при цьому евакуація переросла в панічну втечу бійців CIDG. Захоплення табору дозволило ВНА встановити контроль над долиною А-Шау і використовувати її як плацдарм для атак на південнов'єтнамські міста, особливо Хьє та Фу Бі.
Поразка в А-Шау стала тільки початком серії невдач, які спіткали американську армію у Південному В'єтнамі навесні 1966 року.
 11 квітня рота 1-ї піхотної дивізії чисельністю 134 осіб потрапила в засідку, влаштовану батальйоном В'єтконгу. Під час бою, який тривав до ранку наступного дня, рота втратила 38 убитими та 71 пораненими, що становило 80 % її чисельності. Цей випадок продемонстрував недоліки стратегії «знайти та знищити»: підрозділи, які посилалися на пошук в'єтконгівців, нерідко потрапляли в засідки, влаштовані переважаючими силами противника. При цьому підкріплення могло підійти вже після того, як партизани покинули поле бою.
Одним із прикладів того, як в'єтконгівці могли уникати бою з переважаючими силами противника, може служити операція Birmingham, яка проводилася 24 квітня — 17 травня в провінції Тейнінь силами американської 1-ї піхотної дивізії та 5-ї дивізії АРВ. ЇЇ завданням був розгром 9-ї дивізії В'єтконгу, але партизани змогли уникнути масштабних зіткнень і успішно відступити на територію Лаосу. А єдиним успіхом союзників стало захоплення 500 тонн спорядження та припасів, залишених дивізією під час відступу. Подібним чином завершувалась більша частина операцій проти В'єтконгу.

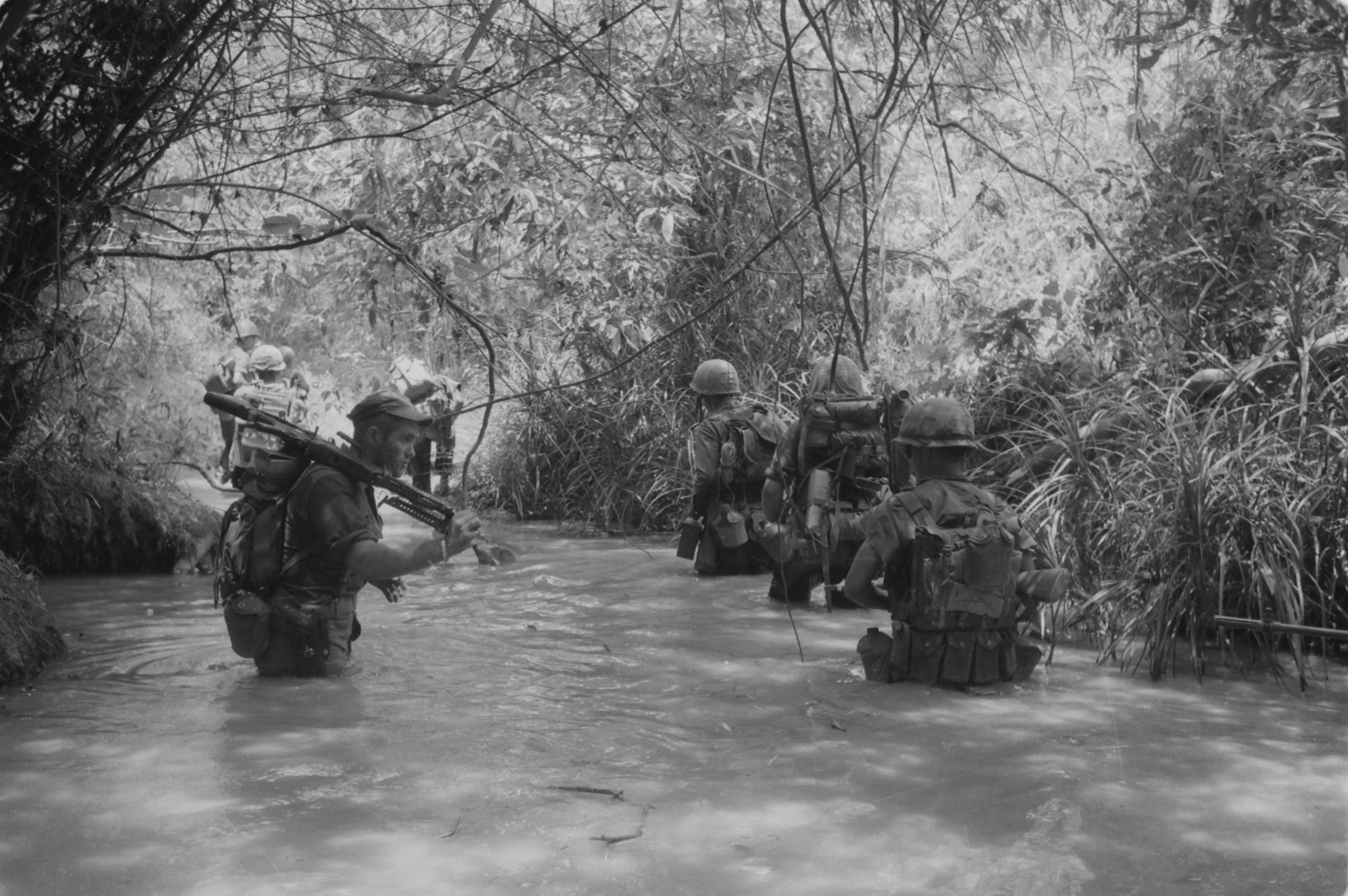
Американські морські піхотинці під час операції Hastings, липень 1966 року

Наприкінці червня — на початку липня дивізія 324Б В'єтнамської народної армії, діючи невеликими групами, проникла через демілітаризовану зону на територію Південного В'єтнаму. Чисельність дивізії оцінювалася в межах 8-10 тисяч; перед нею було поставлено завдання встановити контроль над провінцією Куангчі. У відповідь генерал Вестморленд наказав 3-й дивізії морської піхоти знищити північнов'єтнамські війська, які проникали через кордон. Операція розпочалася 15 липня і дістала назву «Гастінгс». У ній узяли участь 5 батальйонів із 3-ї дивізії МП, загальною чисельністю 8000 осіб. Крім того, в боях узяли участь підрозділи 1-ї дивізії АРВ чисельністю 3000. Операція відрізнялася великою кількістю розрізнених, але запеклих боїв на покритій джунглями місцевості. Командуючий американськими військами під час операції генерал Льюїс Вольт так схарактеризував її хід: «Ми зустріли добре оснащених, прекрасно підготовлених і войовничих до фанатизму солдатів противника. Вони атакували нас великими масами і гинули сотнями». До початку серпня морській піхоті вдалося розсіяти або відкинути на північ основні сили дивізії 324Б. Але на південь від ДМЗ ще залишалися чималі сили ВНА, тому відразу після закінчення операції Hastings 3 серпня, у той же день, розпочалася нова операція — Prairie. Її метою було знищити залишки північнов'єтнамських військ і не допустити проникнення нових. Ключовим моментом операції стали запеклі бої за гору Rockpile та прилеглі до неї пагорби, які американці змогли взяти тільки ціною великих втрат. Бої завершилися 27 жовтня, за час проведення операцій Hastings та Prairie було знищено 2179 солдатів північнов'єтнамської армії. Американські війська також зазнали відчутні втрати — 326 морпіхів загинуло, ще майже 1500 дістали поранення. У результаті цих операцій морській піхоті вдалося розгромити північнов'єтнамські війська, які проникли через ДМЗ, і не допустити захоплення провінції Куангчі.
Південний В'єтнам мав специфічний мусонний клімат із чітко вираженим вологим і сухим сезоном. Останній припадав на початок осені — кінець зими, і саме в цей час американці проводили найбільшу кількість операцій проти В'єтконгу. В сухому сезоні 1966/67 рр. було проведено декілька масштабних та ряд локальних антипартизанських операцій. Першою великою операцією стала Attleboro, яка проводилася з 14 вересня по 24 листопада 1966 року в провінції Тейнінь з метою порушити лінії постачання партизанів у зоні III корпусу. Чисельність американських військ становила 16000 осіб, їм протистояли 9-та дивізія НФЗПВ та полк північнов'єтнамської армії. В результаті операції системі постачання В'єтконгу було завдано значної шкоди, американці захопили великі трофеї, крім того було вбито 1106 партизан і ще 44 захоплено в полон. Досвід, отриманий американцями під час цих боїв, був використаний для підготовки ще масштабнішої операції — Junction City.

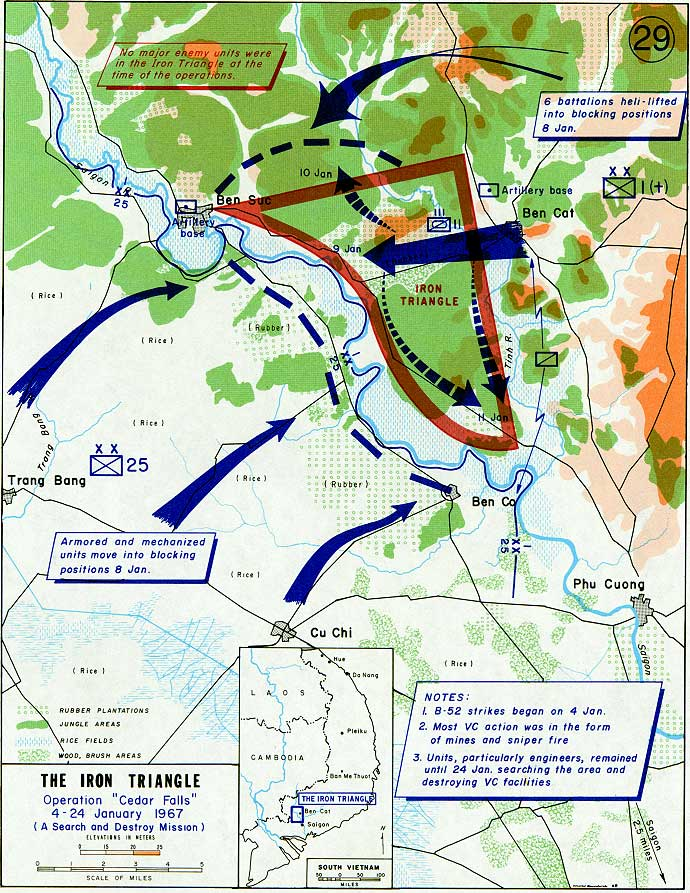
Операція Cedar Falls, червоною лінією обведено «залізний трикутник»

На відстані 40 км на північ від Сайгону був розташований "залізний трикутник" — район особливої активності в'єтконгівських партизан. Цьому сприяла потужна інфраструктура із підземних тунелів, які були побудовані в три рівні та мали загальну довжину до 250 км. З метою розгромити партизанські сили в «трикутнику» та знищити всю їхню інфраструктуру американське командування вирішило провести операцію Cedar Falls. Це була наймасштабніша наземна операція американських військ у В'єтнамській війні. Всього в ній узяли участь 30000 американських і південнов'єтнамських військовослужбовців. Операція розпочалась 8 січня 1967 року, але основні сили В'єтконга відразу покинули район проведення операції, тому розмах боїв був незначним. Союзники зайнялися знищенням, у першу чергу, партизанської інфраструктури та ліквідацією селищ, які підозрювалися у співпраці з повстанцями. В спеціальні табори було депортовано понад 6000 селян (2/3 з яких діти), а селища, в яких вони проживали — знищено. Американським військам вдалося виявити та знищити 100 бункерів, 25 тунелів та 500 інших підземних об'єктів, які використовувалися партизанами. Операція завершилася 26 січня, втрати союзників були невеликі — загинуло 72 американці та 11 солдатів АРВ. Але успіхи теж були невеликі — основні сили В'єтконга успішно покинули «трикутник» і повернулися назад відразу після закінчення операції. Вціліла і більша частина підземної інфраструктури партизан, яка в січні наступного року була використана для масштабного наступу на Сайгон.

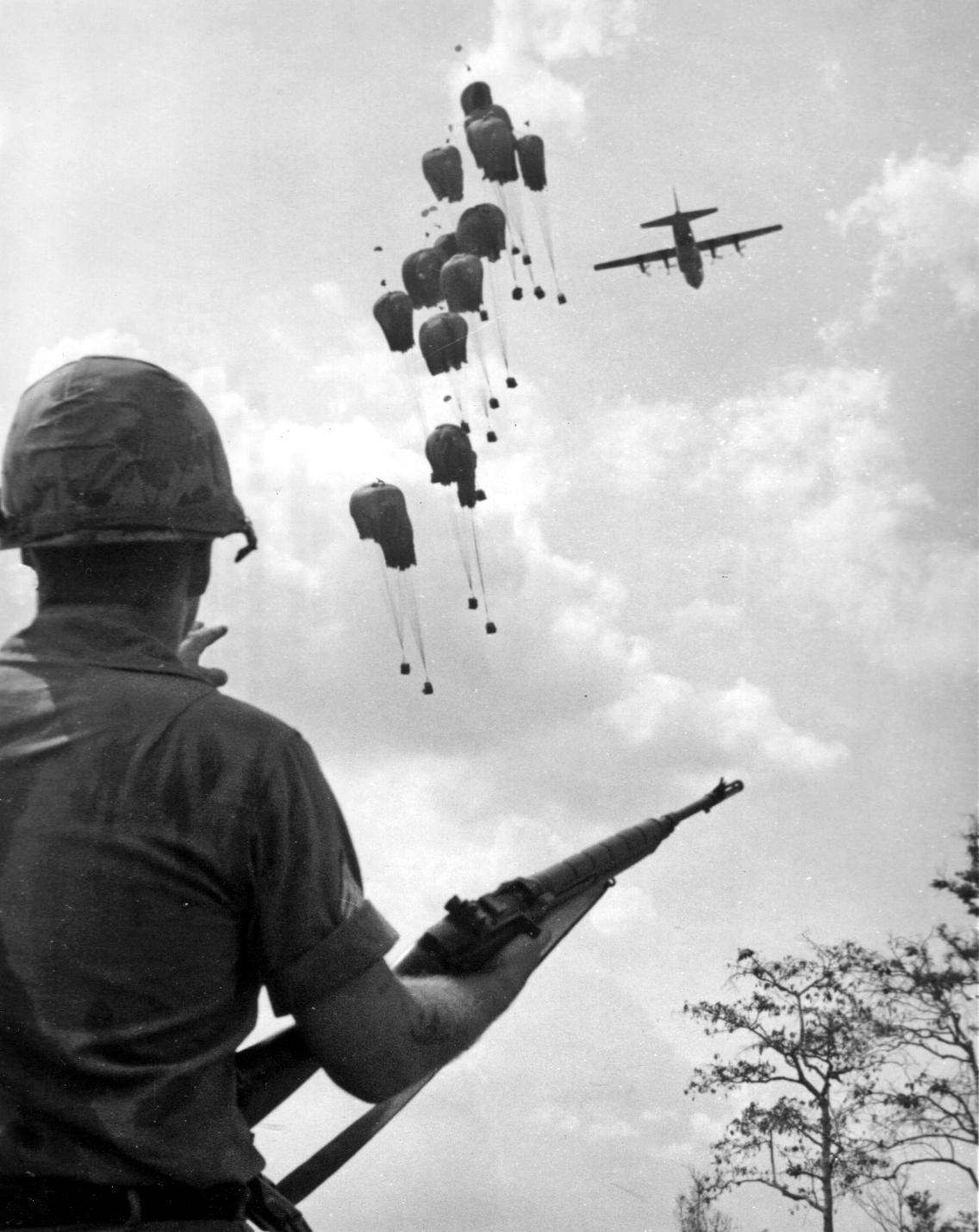
Скидання вантажу з літака С-130 під час операції «Джанкшен-сіті»

За даними американської розвідки, в провінції Тейнінь розташовувався штаб партизанського руху в Південному В'єтнамі, водночас у провінції діяла 9-та дивізія НФЗПВ та підрозділи північнов'єтнамської армії. Враховуючи ці фактори, було ухвалено провести в цій провінції масштабну військову операцію. Вона дістала назву «Джанкшен-сіті», на честь однойменного міста в штаті Канзас. До участі в операції були залучені значні американські сили: 30000 осіб, 240 вертольотів та понад 700 одиниць бронетехніки, що робило Junction City однією з найбільших операцій в'єтнамської війни. Вона розпочалася 22 лютого, американські війська використали тактику «молот і ковадло»: 1-ша і 25-та (окрім 2-ї бригади) піхотні дивізії зайняли позиції на півночі провінції, а 173-тя повітряно-десантна бригада висадилася на заході, утворюючи таким чином «ковадло». Ця фаза операції пройшла успішно і вже 23 лютого в наступ перейшли 11-й бронекавалерійський полк та 2-га бригада 25-ї піхотної дивізії. Цим силам відводилася роль «молота»: вони повинні були витіснити партизан на позиції, зайняті американцями під час першої фази операції, а потім спільними зусиллями розгромити противника.
Спочатку В'єтконг уникав значних боїв, але вже 28 лютого батальйон партизан біля селища Prek Klok атакував піхотний батальйон 1-ї дивізії, американці успішно відбили напад. Пізніше відбулася ще низка запеклих боїв між противниками, найбільший із них — битва за базу вогневої підтримки Gold 21 березня. Всі бої закінчилися впевненою перемогою американських військ і великими втратами для в'єтконгівців; успіхам американців значною мірою сприяла ефективна авіаційна та артилерійська підтримка. Всього за період операції американська артилерія випустила 366 000 снарядів, а авіація скинула 3 235 тонн бомб. Junction City тривала 82 дні, закінчившись 14 травня, ставши однією з найтриваліших наземних операцій, проведених американськими військами. Хоча в'єтконгівський штаб так і не вдалося виявити, тим не менш, американське командування було задоволене результатами операції. Під час неї загинуло 2 700 партизан, американці захопили 600 тонн стрілецької зброї, 500 тисяч сторінок в'єтконгівської документації та багато інших трофеїв. Американські війська, у свою чергу, втратили 282 осіб загиблими та 1 100 пораненими.
Проводячи цілу серію наступальних операцій в сухому сезоні 1966/1967 рр., американське командування планувало добитися перелому у війні на свою користь. Але попри значні сили, які були залучені для наступальних дій та ряд локальних успіхів, переломити хід війни не вдалося. Її затягування, загибель американських солдат та великі фінансові витрати, почали спричиняти серйозне незадоволення серед американського населення та політиків. Все частіше звучали вимоги вивести американські війська із В'єтнаму, саме в 1967 році починається масовий антивоєнний рух у Сполучених Штатах. Його учасники проводили акції протесту, різноманітні антивоєнні заходи, їх підтримували ряд ЗМІ та політиків від Республіканської партії.
Затяжна війна негативно відображалася і на особовому складі Збройних сил США. Так, тривалість відрядження у В'єтнам становила в середньому один рік, при цьому новобранці проходили прискорену підготовку, якість якої потребувала покращення. На території В'єтнаму не існувало безпечних тилових місць, як це було у часи Другої світової війни та Кореї. Тому особовий склад, перебуваючи у стані постійного стресу, часто зловживав наркотиками та алкоголем.
З початком сезону дощів інтенсивність та розмах антипартизанських операцій істотно знизились, зате різко активізувалися в'єтконгівці та північнов'єтнамська армія. У квітні підрозділи ВНА, які проникли в Південний В'єтнам через камбоджійський кордон, почали будувати укріплення на висотах біля американської бази Кхесань, що в провінції Куангчі (провінція). Коли це стало відомо американцям, вони вирішили завдати удар силами двох батальйонів морської піхоти. Американські атаки розпочалися 24 квітня і відразу наштовхнулися на запеклий опір 6 північнов'єтнамських батальйонів. Тільки після двох тижнів кровопролитних боїв, втративши 550 убитими і пораненими, морські піхотинці змогли захопити пагорби.
Долина Quế Sơn мала стратегічно важливе значення для американського командування, але її майже повністю контролювали сили 2-ї дивізії ВНА. Для того щоб встановити контроль над долиною, 21 квітня морська піхота розпочала операцію Union. В результаті запеклих боїв, які тривали понад 3 тижні, обидві сторони зазнали великих втрат. Американцям вдалося розбити 21-й полк північнов'єтнамської армії й закріпитися в долині. Але її північна частина все ще контролювалася значними силами ВНА. Тому вже 26 травня, після отримання підкріплень, наступ американських військ продовжився. За два тижні морським піхотинцям та південнов'єтнамським рейнджерам, які теж були залучені до операції, вдалося захопити долину і завдати противникові серйозної поразки. Через великі втрати 2-га північнов'єтнамська дивізія протягом кількох подальших місяців не брала участі в бойових діях. Американцям успіх коштував 220 загиблих та понад 700 поранених.
На початку липня 90-й полк дивізії 324Б зробив чергову спробу проникнути через демілітаризовану зону на територію Куангчі — найпівнічнішої провінції Республіки В'єтнам. Щоб не допустити прориву північнов'єтнамських військ, 2 липня морська піхота розпочала операцію Buffalo. В результаті успішних дій американських військ 90-й полк поніс великі втрати і був відкинутий назад на територію Північного В'єтнаму. Крім того, морські піхотинці змогли виявити та знищити ряд об'єктів, які були таємно споруджені солдатами ВНА в прикордонній зоні, серед них 164 підземних укриття та 15 артилерійських позицій. Але спроби північнов'єтнамських військ прорватися через кордон продовжувалися, переважно це робили підрозділи дивізії 324Б. Щоб припинити ці спроби, 16 липня американці розпочали нову операцію — Kingfisher, до неї було залучено 5 батальйонів морської піхоти. Найзапекліші бої точилися 28-30 липня та 4-13 вересня, коли через кордон намагалися прорватися значні сили північнов'єтнамської армії. Апогеєм стали бої 10 вересня, коли батальйон 3/26 морської піхоти був атакований 812-м полком ВНА. Попри чисельну перевагу противника, морським піхотинцям при підтримці артилерії вдалося відбити атаку. Всього за період операції, яка тривала до 31 жовтня, американські війська знищили 1117 північнов'єтнамських солдат, які намагалися проникнути через кордон. Але американці теж понесли відчутні втрати — 340 убитих та 1461 поранений.
В середині 1967 року керівництво ДРВ почало розробляти плани повномасштабного наступу в Південному В'єтнамі. До нього мали бути залучені як в'єтконгівські партизани, так і підрозділи північнов'єтнамської армії, що діяли на території Республіки В'єтнам. Успішний наступ, на думку північнов'єтнамського керівництва, мав призвести до народного повстання і повалення режиму Нгуєна Ван Тхієу. Що у свою чергу, стало би передумовою перемоги у війні і об'єднання двох частин В'єтнаму. Головні удари планувалося завдати в густонаселених районах країни, у першу чергу потрібно було захопити Сайгон і Хюе. А для того щоб відволікти увагу противника і змусити його перекинути якомога більше військ в другорядні райони, В'єтконг та ВНА здійснили ряд відволікаючих маневрів.
Першим таким маневром стала облога американської бази Контхієн, що в провінції Куангчі. Вона розпочалася у вересні з потужного мінометного та артилерійського обстрілу. Тільки 25 вересня по базі було випущено 1200 артилерійських снарядів та мінометних мін. Хоча північнов'єтнамські війська не штурмували базу, але облога та постійні обстріли виснажували її захисників і змушували американське командування тримати в готовності немалі сили, якщо штурм все ж таки розпочнеться.
29 жовтня 273-тя дивізія ВНА атакувала підрозділи CIDG, які охороняли кордон із Камбоджею в провінції Біньфиок. Їм на допомогу прийшли американські та південнов'єтнамські війська, бої на кордоні тривали аж до початку грудня, поки 273-тя дивізія не відступила. Північнов'єтнамським військам вдалося відволікти значні сили противника, але доволі високою ціною — понад 1000 загиблих.

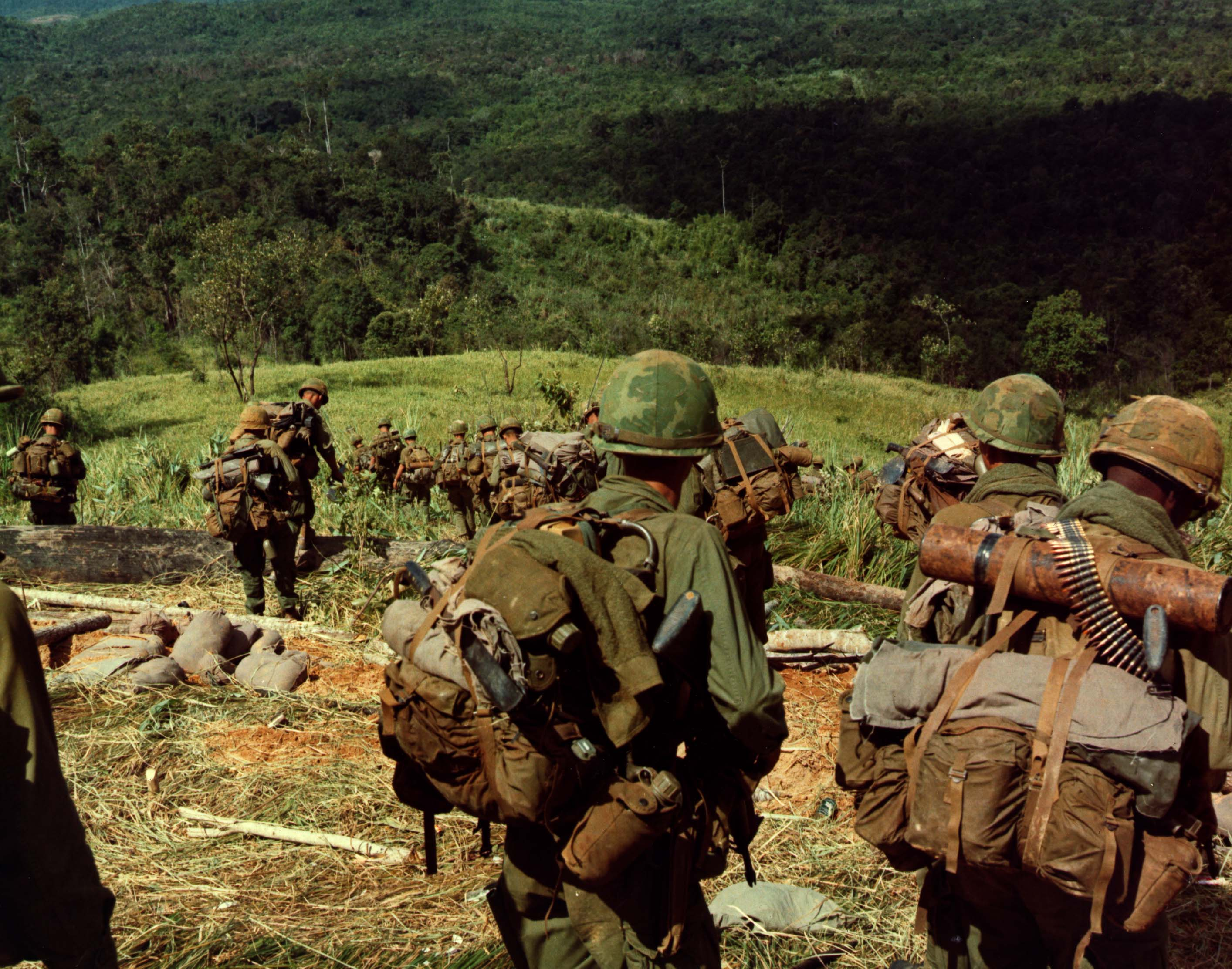
Солдати 4-ї піхотної дивізії на пагорбі 742 під час боїв за Дакто в листопаді 1967 року

Наприкінці жовтня частини північнов'єтнамської армії (переважно 1-ша дивізія) з території Лаосу вторглися в провінцію Контум. Перед ними стояло завдання захопити територію навколо селища Дакто, через яку проходив один із маршрутів «стежки Хо Ші Міна» та змусити американців перекинути якомога більше військ у Центральну височину., Але американська розвідка змогла розкрити ці наміри, і союзники вирішили завдати удар на випередження. Загальна чисельність американських та південнов'єтнамських військ, які були залучені до проведення операції, становила 16000 осіб. Їм протистояли 4 полки ВНА, загальною чисельністю 6000 бійців. Головні бої розгорнулися за пагорби, які оточували Дакто, значна частина цих висот була напередодні битви зайнята північнов'єтнамськими військами і американцям довелося їх штурмувати.

### Тетський наступ
У січні 1968, попри початок свята Тет (Нового року за місячним календарем), який має дуже велике значення для жителів країн Південно-Східної Азії, В'єтконг при підтримці в'єтнамської народної армії раптово розпочав широкомасштабний наступ на більш ніж 100 міст В'єтнаму, в тому числі здійснили зухвалі атаки на штаб-квартиру генерала Вестморленда та посольство США в Сайгоні.
Попри попередню розгубленість, американські та південнов'єтнамські підрозділи швидко змогли організуватися для проведення контратак. У колишній столиці В'єтнамської імперії Хюе повстанці захопили імператорську фортецю та більшу частину міста. Розпочалась битва за Хюе, в результаті запеклих боїв близько 80 % міста було зруйновано. Під час протистояння загинуло чимало місцевих мирних мешканців, в тому числі, в так званій бійні в Хюе від рук комуністів загинуло щонайменше 6000 південнов'єтнамських жителів.
Тетський наступ став початком кінця політичної кар'єри Ліндона Джонсона, чий рейтинг стрімко знизився з 48 до 36 %.
Поразка збройних сил Південного В'єтнаму та США стала зворотнім пунктом в історії втручання американців у В'єтнамську війну та створила великий вплив на громадську думку серед американців. Дехто порівнював це за своїми масштабами із розгромом під Перл-Гарбором.
Невдовзі Вестморленд стає начальником штабу армії США, але його прохання щодо збільшення військового контингенту на 200 000 осіб урешті-решт призвело до його відставки та призначення на цю посаду генерала Крейтона Абрамса.
10 травня 1968, попри наявні протиріччя, розпочалися мирні переговори між США і Демократичною Республікою В'єтнам, які тривали безрезультатно 5 місяців, доки Джонсон не віддав наказ припинити бомбардування Північного В'єтнаму.
...ескалація війни у В'єтнамі, розпочата Джонсоном, розколола країну на два непримиримих табори ..., коштувала життя щонайменше 30 000 американцям, доки він не пішов з посади Президента, і вщент зруйнувало його президентський імідж.
З приходом до влади Президента Ніксона розпочали впроваджувати в життя так звану Доктрину Ніксона — поступове виведення американських військ із В'єтнаму в той час як військові операції поступово скорочувалися, обмежуючись лише проведенням незначних за масштабом бойових дій, переважно спрямованих на порушення шляхів забезпечення комуністів та передачу усієї території країни під повний контроль південнов'єтнамських військ. Цей процес також отримав ім'я «В'єтнамізація». Звернувшись за допомогою до урядів Радянського Союзу та Китайської Народної Республіки, Ніксон також продовжив ведення переговорів, паралельно створив умови для ведення переговорів між супердержавами.

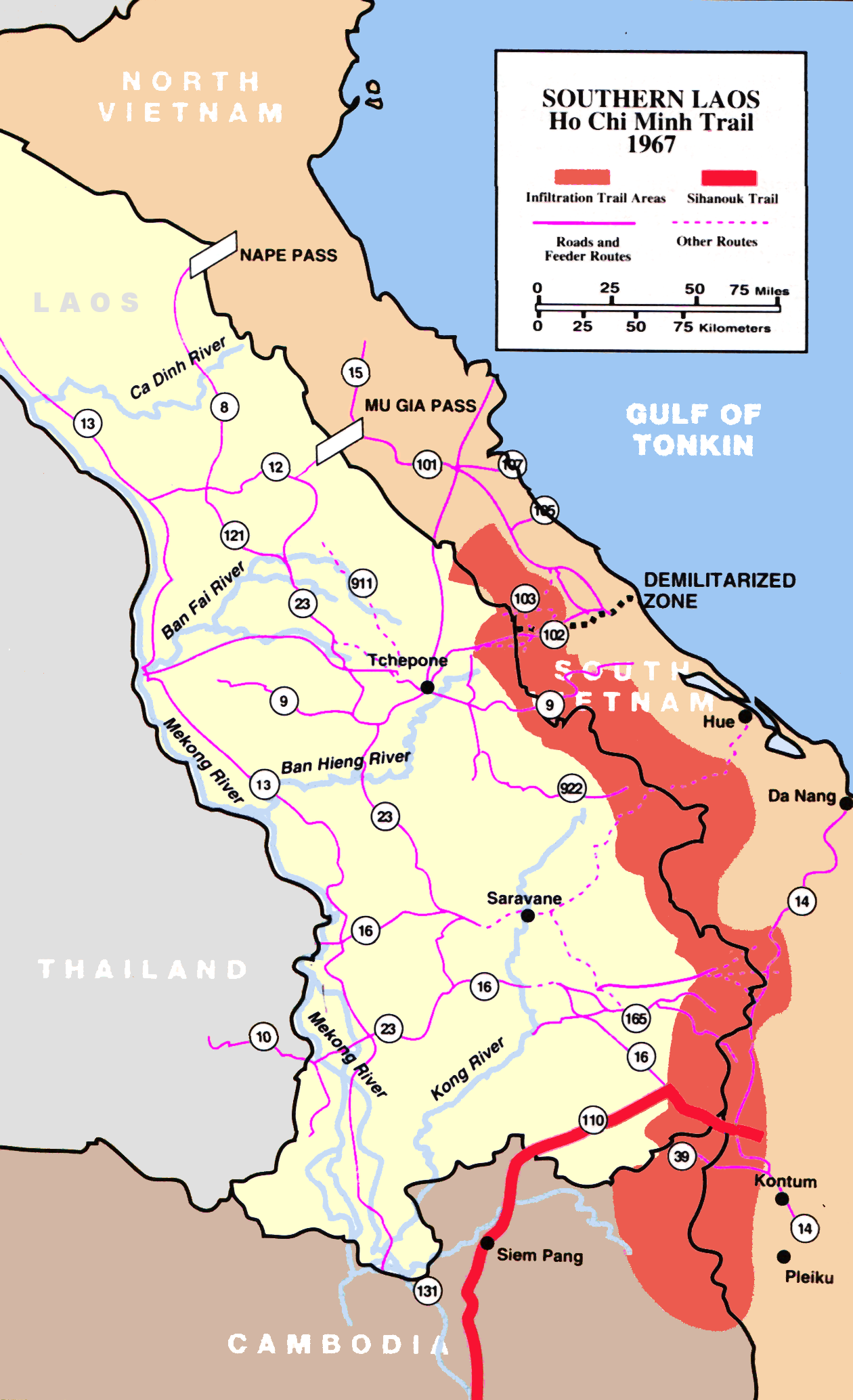
Стежка Хо Ші Міна

Починаючи з 1969 року, американські війська поступово залишали свої місця дислокації у прикордонних регіонах та переміщувалися у прибережну смугу. Як наслідок, кількість втрат у 1970 році була майже в 2 разі нижче, ніж у попередньому році.
10-го травня 1969 року почалася битва за пагорб «Гамбургер», що спричинила згодом резонанс у суспільстві.

### «Операція Меню», секретні бомбардування Камбоджі та Лаосу
Попри бажання правительського принца Камбоджі Нородома Сіанука, який оголосив у 1955 році своє рішення про невтручання країни у В'єтнамську війну, намагаючись не допустити втягування Камбоджі у регіональний конфлікт, комуністи, користуючись з цього, міцно облаштувалися на землі Камбоджі, перетворивши її на свою передову базу для проведення військових операцій у сусідній країні.
Проте, під тиском з боку Вашингтону, принц був вимушений відмовитися від свого рішення у 1969 й розпочав переслідування комуністів. Користуючись з цього, президент Ніксон розпочав таємну кампанію бомбардувань, під назвою «Операція Меню». Метою ставилося знищення партизанських баз, таборів та шляхів просування повстанців повздовж камбоджійсько-в'єтнамського кордону. Військове втручання США у внутрішні справи було грубим порушенням міжнародного права, попри те, що офіційно уряд Сполучених Штатів запевняв «про повагу до суверенітету, нейтралітету та територіальної цілісності Королівства Камбоджа».
Однак, у 1970 Сіанук був змінений на посту керівника країни проамериканськи налаштованим прем'єр-міністром Лон Нол. Кордони країни були закриті й збройні сили США разом з південнов'єтнамськими військовими розпочали проведення широкомасштабних операцій проти партизанів.

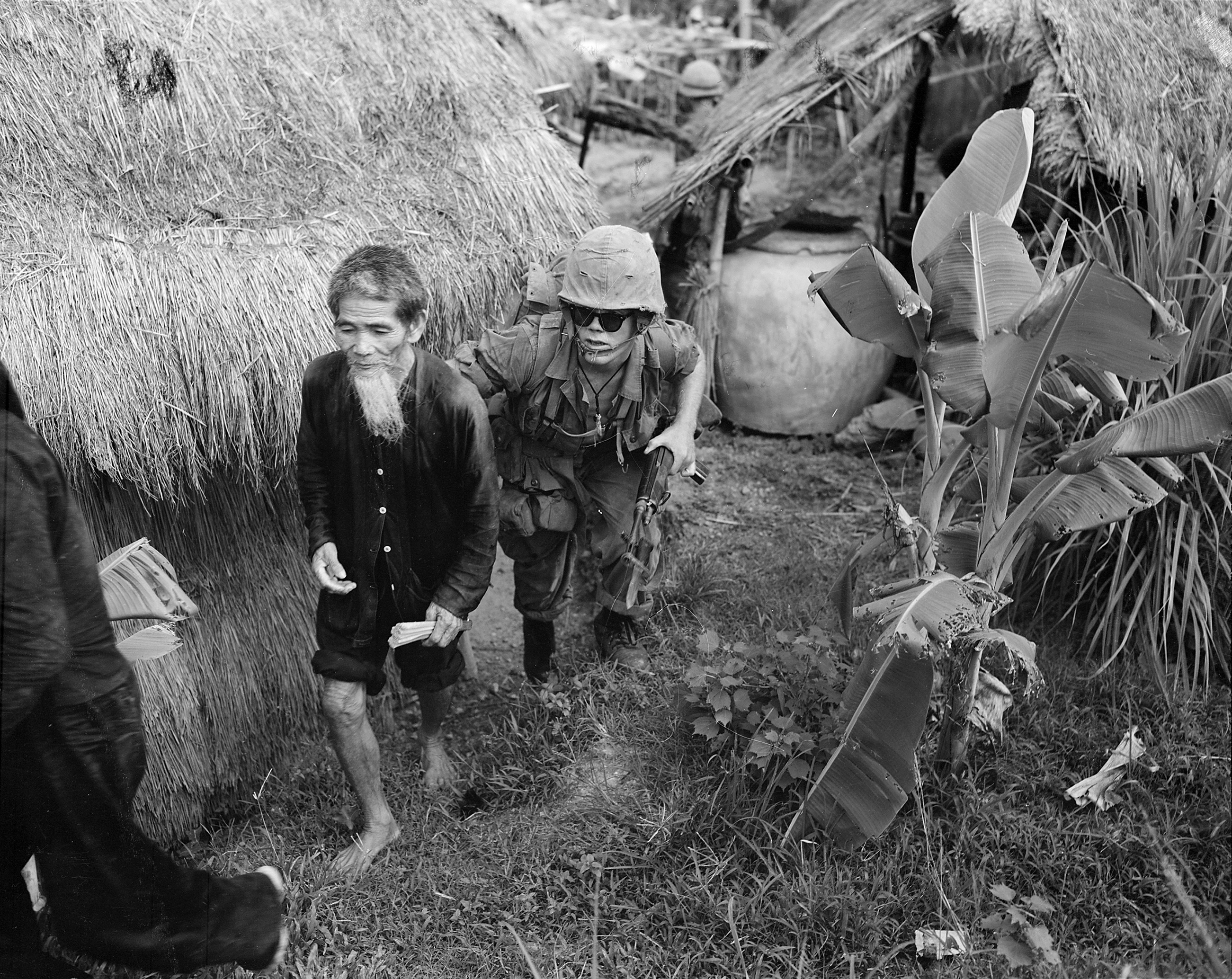
Американський морський піхотинець веде під конвоєм в'єтнамця, підозрюваного в приналежності до НФЗПВ. Район Дананга, серпень 1965

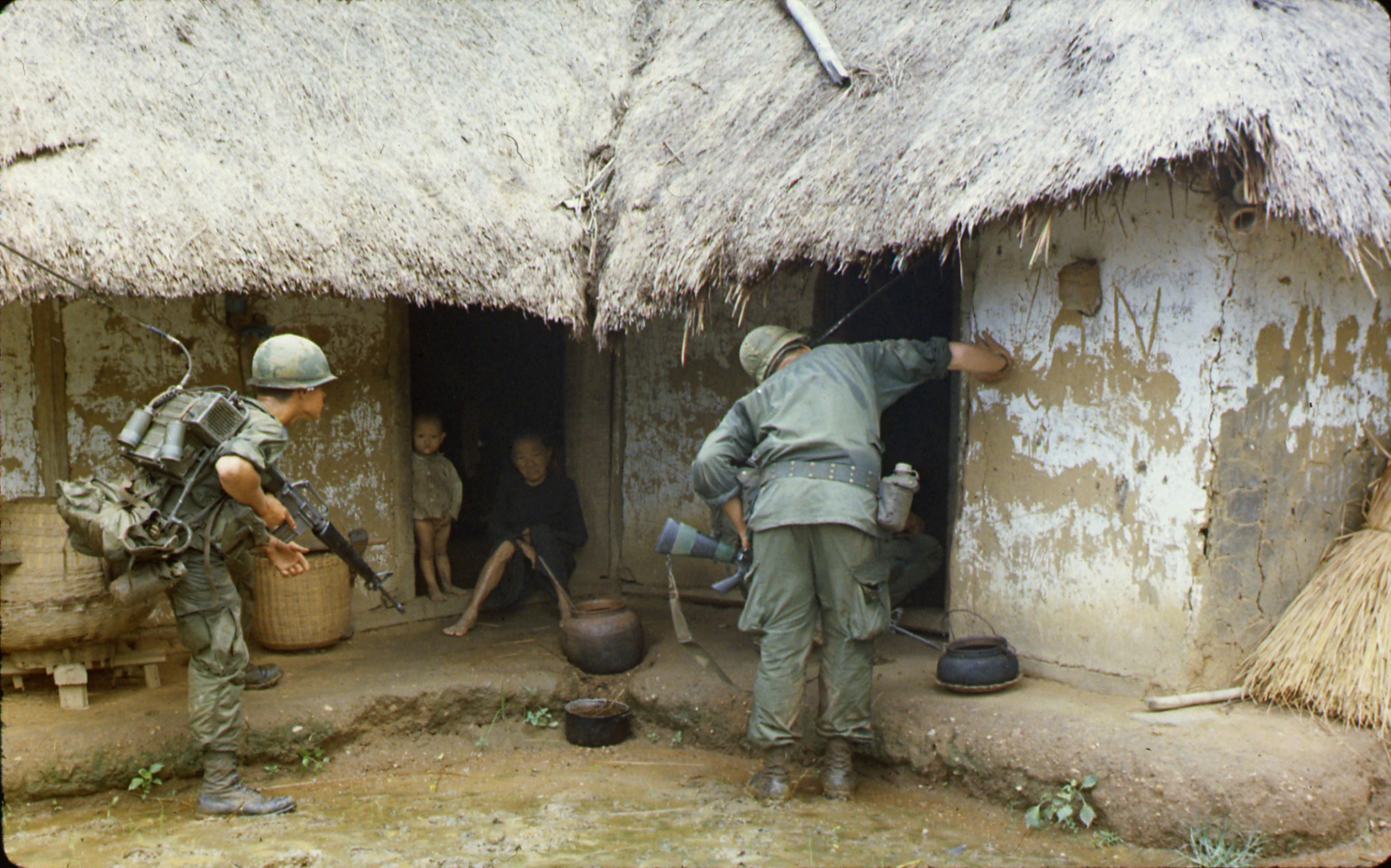
Солдати 1-ї кавалерійської дивізії США обшукують будинок у південнов'єтнамському селі. Операція «Irwing», Біньдінь, жовтень 1966

Але невдовзі новини про втручання американських військових викликали нову хвилю протестів серед американської спільноти. Під час масової демонстрації в Огайо 4 студентів з університету Кента було вбито солдатами Національної гвардії, що викликало небувалу хвилю протесту у Штатах. Разом з цим, реакція адміністрації Ніксона залишалася абсолютно індиферентною, чим провокувала антивоєнний рух на акції ще більшого розмаху.
У 1971 році до газети «Нью-Йорк Таймс» потрапила цілком таємна інформація про протизаконні операції американських збройних сил у Південно-Східній Азії, які під час розслідування Верховний Суд США визнав достовірними.
У лютому 1971 року південнов'єтнамські військові розпочали широкомасштабну операцію «Лам Сон 719» з метою виведення з ладу шляхів комунікацій партизанських загонів південнов'єтнамського В'єтконгу через Лаос із Північним В'єтнамом, або так звану «стежку Хо Ші Міна».
Операція закінчилася повним фіаско. Ледве зустрівши опір з боку декількох північнов'єтнамських дивізій, південнов'єтнамські вояки в повному безладі негайно повернули назад; танки та іншу бронетехніку кидали просто вздовж шляхів, усіяних трупами військовиків, в'єтнамські солдати в паніці утікали та в буквальному сенсі слова чіплялися за американські вертольоти з надією втекти з поля бою та зберегти власне життя. Американці були вимушені розстрілювати усю кинуту техніку, намагаючись не допустити її потрапляння в руки противника. Половина військових армії Південного В'єтнаму була або вбита, або потрапила в полон до партизан. В'єтнамізація закінчилася ганебним провалом. Як пізніше писав Карноу,
|  | «помилки були просто монументальні... Південнов'єтнамські вищі військові лідери, яких 10, а то й 15 років навчали американці, які закінчували американські військові коледжі та навчальні центри, але ж нічого не засвоїли...» Оригінальний текст (англ.) "the blunders were monumental... The (South Vietnamese) government's top officers had been tutored by the Americans for ten or fifteen years, many at training schools in the United States, yet they had learned little." |

З 1971 року Австралія та Нова Зеландія вивели свої війська з В'єтнаму. Американські військові продовжували поступово скорочували свою присутність. Але на загальному фоні зростальної політичної кризи в країні, масових антивоєнних демонстрацій протесту у військах, дислокованих у В'єтнамі, військова дисципліна падала на очах, поширювалися акції непокори серед військовослужбовців. Збройні сили захлинула хвиля злочинів, наркотики вживалися відкрито, солдати відмовлялися виконувати накази офіцерів та сержантського складу й навіть убивали тих командирів, яким не довіряли. За деякими американськими джерелами, щонайменше 230 офіцерів було вбито за таких обставин, здебільшого методом підривання ручними гранатами, та доля 1 400 командирів, що загинули, залишається під сумнівом.
30 березня 1972 року північнов'єтнамська армія розпочала повномасштабне вторгнення у Південний В'єтнам за участю чотирнадцяти дивізій.) Загальна чисельність армії ДРВ та сил В'єтконга, які брали участь у наступі, становила 200 тисяч осіб. Операція дістала назву «Нгуєн Хюе», в західних джерелах вона знана як «Великодній наступ». Удари було завдано в трьох напрямках: у північній, центральній та південній частинах Республіки В'єтнам. Південнов'єтнамська армія змогла зупинити наступ в південній і центральній частині країни, але на півночі підрозділи ВНА наступали успішніше і змогли взяти місто Куангчі, який був центром однойменної провінції. «Великодній наступ» завершився 14 вересня, в результаті нього армія ДРВ взяла під контроль низку територій у північних провінціях Республіки В'єтнам, які становили 10 % від загальної площі країни. Хоча більшість цілей операції не була досягнута, ДРВ оголосила про перемогу, в той час південнов'єтнамське керівництво стверджувало про свою перемогу.

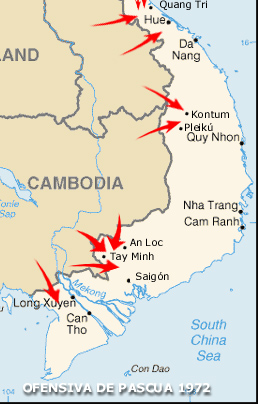
Напрями основних ударів північнов'єтнамської армії під час «Великоднього наступу»

На хід операції значний вплив мала допомога Південному В'єтнаму з боку США. Американська авіація завдавала авіабомбових ударів по північнов'єтнамських військах, американські радники допомагали в плануванні операцій, водночас США збільшили постачання зброї та фінансову допомогу своєму союзнику. Згодом американці пішли далі і 8 травня почали мінування північнов'єтнамських портів, що викликало значні перебої у поставці товарів до ДРВ. 9 травня розпочалася операція "Linebacker", в ході якої американські ВПС та палубна авіація 7-го флоту проводили регулярні бомбардування Північного В'єтнаму.
«Великодній наступ» коштував обом сторонам великих втрат. Армія Північного В'єтнаму та В'єтконг втратили близько 100 тисяч осіб убитими, пораненими і полоненими та майже всі танки, які брали участь в операції. Втрати південнов'єтнамської армії за американськими даними склали 10 000 убитими, 33 000 пораненими та 3500 зниклими безвісти. Тоді як ДРВ заявила, що Південний В'єтнам втратив тільки убитими та пораненими 213 307 військовослужбовців, ще 13 000 було взято в полон. Точні втрати американських військ за період операції невідомі, але за весь 1972 рік у В'єтнамі загинуло 300 американських військовослужбовців, більшість із яких, звісно, під час операції «Нгуєн Хюе». Великі жертви були і серед мирного населення Республіки В'єтнам: 25 тисяч загиблих та майже 1 мільйон біженців. Невдача північнов'єтнамського наступу та проведення американцями операції «Linebacker» допомогли уникнути розгрому Південного В'єтнаму ще в 1972 році.
Останній солдат армії США залишив територію В'єтнаму у серпні 1972 року[джерело?]. За іншою інформацією, американські вояки все ще продовжували гинути на території Південного В'єтнаму у жовтні 1972 року.
27 січня 1973 було підписано Паризьку мирну угоду, за якою американські війська покидали В'єтнам (до цього часу всі сухопутні бойові частини вже були виведені, і в країні залишалося 24 тис. американців). Виконуючи підписану угоду, 29 березня того ж року США завершили виведення своїх військ з Південного В'єтнаму.

## Акції протесту проти американського втручання у війну

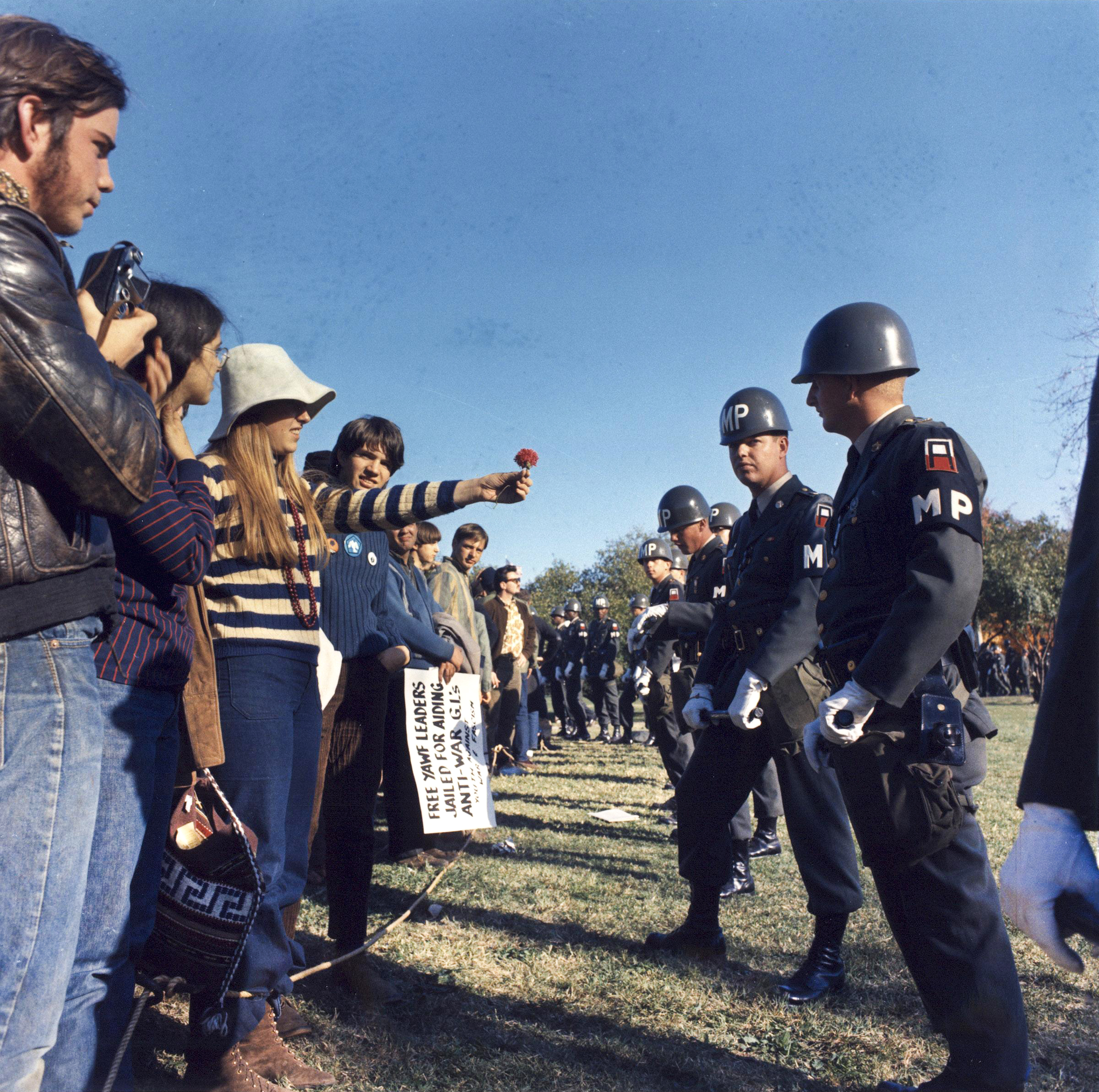
Демонстрації протесту …

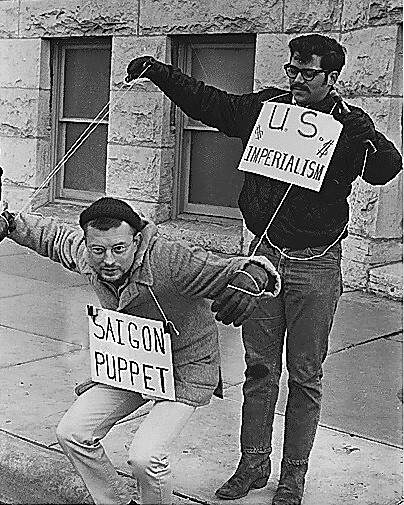
…проти війни у В'єтнамі

Адміністрація Джонсона використовувала політику мінімальної відвертості при освітленні подій у В'єтнамській війні у засобах масової інформації. Офіцери по зв'язкам з громадськістю з відома своїх начальників всіляко приховували негативні факти про війну, а підкреслювали лише дані про досягнення прогресу у боротьбі з В'єтконгом. З часом таке дозування інформації зруйнувало довіру американців до офіційної влади, які бачили тисячі поранених та покалічених ветеранів у себе вдома. Врешті-решт це призвело до того, що у жовтні 1967 біля Пентагону пройшли перші мітинги протесту проти В'єтнамської війни. Поліція провела розгін демонстрації, під час якої серед тисяч протестуючих 680 було заарештовано.
Тим часом, антивоєнний рух зростав. Всупереч зверненню Ніксона до більшості, яка зберігала мовчання, підтримати війну, американці висловлювалися категорично проти.
Масове вбивство в Сонгмі, яке влаштували військовослужбовці армії США, під час якого було зґвалтовано та вбито цивільних, спровокувало лють серед противників участі американців у веденні війни.

## Втручання СРСР
Радянський Союз брав участь у цій війні на боці Північного В'єтнаму шляхом постачання ДРВ великої кількості військової техніки широкого спектру. В першу чергу, — це літаки винищувальної авіації МіГ-21 та зенітно-ракетні комплекси ППО. Для навчання та опанування техніки у В'єтнам надсилали велику кількість радянських військових радників і інструкторів. Часом радянським офіцерам-інструкторам доводилося самим ставати за пульти керування ракетних комплексів ППО і збивати ними літаки ВПС США.
Участь радянських військовиків у цій війні вважалася в СРСР державною таємницею і досі лишається в Росії засекреченою.
Тим часом, це не було секретом для радянських людей, в СРСР ходили жарти про в'єтнамського льотчика Лі — сі — цина та подібні.

## Наслідки війни

### Людські втрати

#### Республіка В'єтнам та її союзники
Республіка В'єтнам — точні втрати Армії Республіки В'єтнам невідомі, тому що ряд документів, де вони фіксувалися, були втрачені після поразки країни у війні. Крім того, в період найбільших втрат південнов'єтнамської армії навесні 1975 року донесення про втрати часто взагалі не складалися. Більшість дослідників оцінюють втрати південнов'єтнамської армії від 171 331 до 220 357 загиблих під час війни, в той же час американський дослідник Р. Руммель вважає що загинуло від 219 000 до 313 000 південнов'єтнамських військових. Відомо, що 16 000 із них померли під час перебування в полоні. Крім цього, до числа військових втрат не входять 17 000 південнов'єтнамських ополченців, які загинули в боях з комуністичними силами. Втрати мирного населення Республіки В'єтнам теж достеменно невідомі, вони оцінюються в діапазоні 195 000 — 430 000 загиблих. При цьому в пікові роки війни 1/3 втрат серед мирного населення були результатом дій підрозділів В'єтконгу. Близько 50 000 мирних жителів загинуло через дії південнов'єтнамської влади та її силових підрозділів, із них 36 000 були страчені з різних причин. Таким чином, людські втрати Республіки В'єтнам, крім тих хто воював у лавах В'єтконгу, становлять від 366 000 до 743 000 загиблих.
США — під час війни загинуло 58 286 американських військових та ще 153 303 дістали поранення, в ці цифри входять втрати з усіх причин, зокрема й небойових. У полон потрапило за різними даними від 725 до 837 американців, з яких від 65 до 116 померли в ньому. Станом на 2 червня 2013 року, ще 1 645 осіб вважаються зниклими безвісти, після війни таких було 2 646.
Республіка Корея — 5 099 військовослужбовців загинули, 11 232 дістали поранення, 4 зникли безвісти.
Австралія — бойові втрати становлять 426 військовослужбовців, небойові — 74, ще 3 129 було поранено, а 6 зникли безвісти.
Таїланд — 351 військовий загинув, 1 358 дістали поранення.
Нова Зеландія — 37 військовослужбовців загинуло та 187 дістали поранення.
Філіппіни — 9 осіб загинули (Філіппіни відправляли у В'єтнам лише цивільний персонал та небойові військові частини).

#### Демократична Республіка В'єтнам та її союзники
Демократична Республіка В'єтнам та В'єтконг — протягом 20 років після закінчення війни в'єтнамська влада не публікувала жодних офіційних даних щодо втрат під час війни. Тому дані про втрати комуністичних сил оцінювалися досить приблизно і на основі документів американської сторони. Так Міністерство оборони США на основі підрахунку тіл убитих, оцінювала втрати пінічнов'єтнамської армії та В'єтконга в 960 765 убитих з 1965 по 1974 рр., але це число фахівці вважали завищеним, тому що в нього нерідко входили втрати цивільного населення від дій американських та південнов'єтнамських військ. Щойно в 1995 році в'єтнамське керівництво оголосило офіційні дані щодо людських жертв країни під час війни; згідно з ними, армія ДРВ та В'єтконг з 1955 по 1975 рр. втратили загиблими та зниклими безвісти 1 100 000 осіб. Жертви серед мирного населення Північного В'єтнаму оцінюються в 50–65 тисяч загиблих в результаті бомбардувань американської авіації.
Китай — за роки війни загинуло близько 1 000 китайських громадян, як військовослужбовців так і цивільних осіб.
СРСР — за період війни загинуло через різні причини та вмерло від хвороб 16 радянських військовослужбовців.
КНДР — втрати невідомі, хоча у В'єтнамі існують поховання північнокорейських військовиків, які загинули у в'єтнамський війні. Участь країни у цій війні не була масштабною, відомо про одну винищувальну ескадрилью та нечисленні підрозділи ППО, які брали участь у бойових діях.

#### Інші країни
Камбоджа — паралельно з війною у В'єтнамі в країні йшла громадянська війна, тому неможливо точно розділити жертви, які були спричинені через війну у В'єтнамі і які стали наслідком громадянської війни. Але відомо, що в результаті американських бомбардувань загинуло 40 000 камбоджійців, як членів антиурядових воєнізованих формувань так і мирних жителів. Всього в результаті громадянської війни загинуло від 200 000 до 300 000 осіб.
Лаос — ситуація в країні нагадувала камбоджійську, паралельно з війною у В'єтнамі в Лаосі йшла громадянська війна, тому жертви лаосців в результаті в'єтнамської війни визначити важко і дослідники долучають їх до жертв від громадянської війни. У свою чергу, загальна кількість жертв громадянської війни оцінюється в 20 000 — 60 000 загиблих.

## Додаткові факти
- Середній вік військовослужбовців американських Збройних сил, що брали участь у бойових діях — 22 роки. Для порівняння: у Другій світовій війні він становив 26 років. Середній вік американських військовослужбовців, які загинули у В'єтнамі, становив 22,8 роки, при цьому 64 % з них були молодші 21 року. Серед загиблих найбільшу регіональну групу становили вихідці зі штату Каліфорнія.[142]
- У Республіці В'єтнам станом на початок 1975 року було 83 тис. осіб з ампутаціями, 30 тис. сліпих, 10 тис. глухих унаслідок війни[143].
- Війна відрізнялася надзвичайно високою інтенсивністю використання гелікоптерів: так, тільки транспортні CH-47 Chinook виконали 2,6 млн вильотів, під час яких перевезли 8,5 млн осіб і 4,5 млн т. вантажів.[144]
- Під час бойових дій Армія США втрачала 1 гелікоптер на 18 000 бойових вильотів, що є унікальним показником для авіації, яка бере участь в інтенсивних бойових діях[145].